# Seznam amerických fotografek
Toto je seznam amerických fotografek, které se ve Spojených státech narodily nebo jejichž díla jsou s touto zemí úzce spojena.

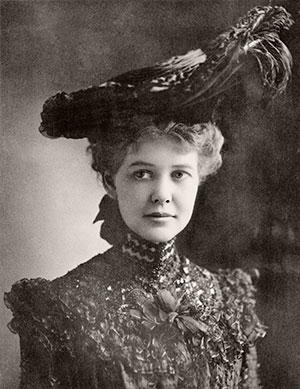
Beatrice Tonnesenová (1871–1958)

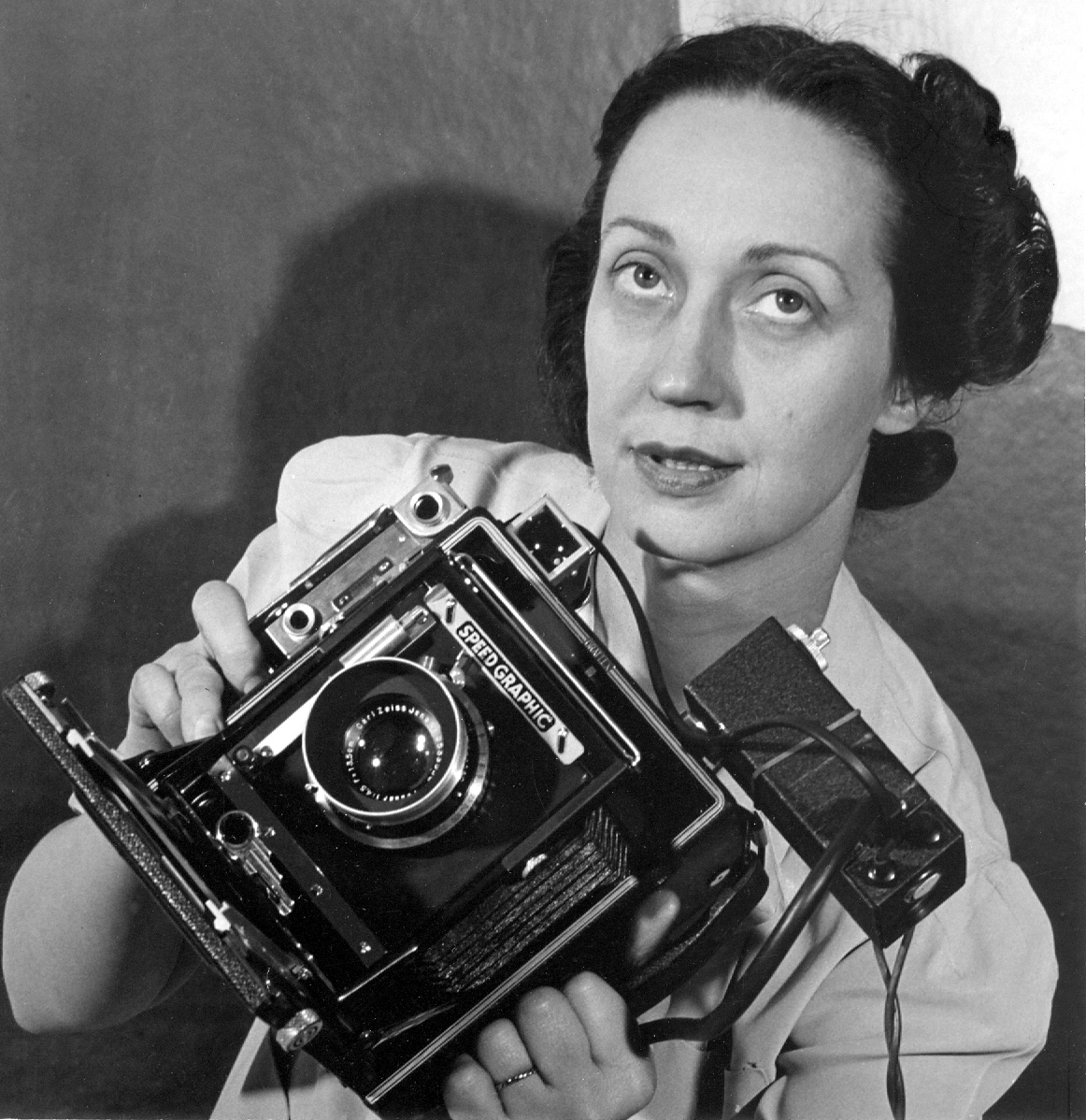
Barbara Morgan

## A
- Kathryn Abbe (1919–2014), pracovala pro Vogue počátkem 40. let, později na volné noze, fotografovala děti, hudebníky a herce
- Lindsay Adlerová (* 1986), portrétní a módní fotografka a lektorka
- Frances Stebbins Allenová (1854–1941), pracovala po boku své sestry Mary Electa jako fotografka od roku 1885 do roku 1920 zachycující život a krajinu Old Deerfield
- Mary Electa Allenová (1858–1941), spoluzakladatelka Deerfield Society of Blue and White Needlework, pracovala po boku své sestry Frances Stebbins jako fotografka od roku 1885 do roku 1920 zachycující život a krajinu Old Deerfield
- Berenice Abbottová (1898–1991), černobílé fotografie newyorské architektury 30. let, fotografický směr přímá fotografie
- Esther Henderson Abbott (1911–2008), první fotografka pro časopis Arizona Highways Magazine
- Harriet Chalmers Adamsová (1875–1937), průzkumnice, jejíž fotografie z expedice byly publikovány v časopise National Geographic
- Marian Hooper Adamsová (1843–1885), fotografka raného portrétu, také místní krajiny
- Lynsey Addario (* 1973), fotoreportérka, která se často zaměřuje na roli žen v tradičních společnostech
- Laura Aguilar (1959–2018), silné feministické zaměření
- Lili Almog (* 1961), izraelsko-americká fotografka, práce zahrnuje jeptišky a čínské muslimy
- Joan Almondová (1935–2021), pořizovala černobílé fotografie, cestovala do Maroka, Alžírska, Jeruzaléma, Egypta a Indie, zkoumala různorodé kultury a prostředí
- Nina Alovert (* 1935), rusko-americká baletní fotografka, spisovatelka
- Sama Raena Alshaibi (* 1973), viz seznam palestinských fotografek
- Jane Fulton Alt (* 1951), dokumentovala hurikán Katrina
- Ruth Matilda Anderson (1893–1983), etnografické fotografie a studie ve Španělsku
- Nancy Lee Andrews (* 1947), móda, hudební obaly
- Yvette Borup Andrewsová (1891–1959) fotografovala Střední Asii pro Americké přírodovědné muzeum
- Eleanor Antin (* 1935), také pracuje s videem, filmem, performancí a kresbou
- Amy Arbus (* 1954), fotografka z New Yorku
- Diane Arbusová (1923–1971), černobílé fotografie deviantních a lidí na okraji společnosti
- Laura Adams Armerová (1874–1963), portrétování v San Francisku, obrazy domorodých obyvatel Navahů
- Carol Armstrongová (* 1955), profesorka, historička umění, kritička umění a fotografka
- Eve Arnoldová (1913–2012), fotoreportérka časopisu Magnum Photos
- Kristen Ashburn (* 1973), fotoreportérka pojednávající o AIDS v jižní Africe, tuberkulóze a hurikánu Katrina
- Lucy Ashjianová (1907–1993), členka newyorské skupiny Photo League
- Jane Evelyn Atwoodová (* 1947), dokumentární fotografka žijící v Paříži
- Ellen Auerbach (1906–2004), německá židovská imigrantka, představitelka modernistické fotografie, fotografie dětí, před válkou pracovala v berlínském fotostudiu s  Gretou Stern, studio zaměřené na portrétní a reklamní fotografii bylo jedním z prvních na světě, které vedly dvě ženy
- Alice Austenová (1866–1952) ze Staten Islandu, která od roku 1884 vytvořila přibližně 8 000 fotografií
- Marynn Older Ausubelová (1912–1980), členka newyorské organizace Photo League
- Elizabeth Axtman (* 1980), důraz na rasu v americké kultuře

## B

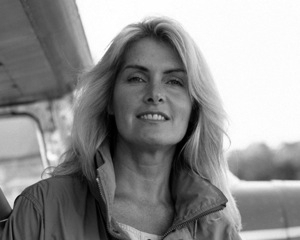
Marilyn Bridges (* 1948), z letadla nebo helikoptéry fotografuje starobylá místa po celém světě

- Catharine Weed Barnesová (1851–1913), raná redaktorka fotografických časopisů, silná podporovatelka fotografek
- Tina Barneyová (* 1945), rozsáhlé portréty rodin a přátel
- Martine Barratová (1943), se sídlem v New Yorku od začátku 80. let fotografovala černochy v Harlemu, viz seznam francouzských fotografek
- Ruth-Marion Baruch (1922–1997), seriál o Black Panthers a oblasti San Francisco Bay
- Lillian Bassmanová (1917–2012), raná módní fotografka Harper's Bazaar
- Erica Baum (* 1961), fotografka z New Yorku, která jako objekty používá tištěný papír a texty
- Virginia Beahanová (* 1946) v roce 1993 získala Guggenheimovo stipendium
- Jessie Tarbox Bealsová (1870–1942), narozená v Kanadě, první publikovaná ženská fotoreportérka ve Spojených státech
- Carol Beckwithová (* 1945), fotografka domorodých kmenových kultur Afriky
- Vanessa Beecroftová (* 1969), viz seznam italských fotografek, moderní umělkyně žijící v Los Angeles, spojuje koncepční otázky a estetické problémy se zaměřením na velké performance, obvykle zahrnující živé modelky (často nahé).
- Edyth Carter Beveridge (1862–1927),  fotožurnalistka,  dokumentovala život v Richmondu ve Virginii na přelomu 19. a 20. století a produkovala fotografické eseje pro Ladies' Home Journal
- Zaida Ben-Yusufová (1869–1933), portréty významných Američanů na přelomu 19. – 20. století, od roku 1897 provozovala portrétní galerii v New Yorku
- Lynne Bentley-Kemp (* 1952), umělecká fotografka, pedagožka fotografie a výzkumná pracovnice
- Berry Berenson (1948–2001), nezávislá fotografka, publikovala v časopisech Life, Glamour, Vogue a Newsweek
- Nina Berman (1960), dokumentární fotografka, vojenské zaměření
- Ruth Bernhard (1905–2006), akty žen a komerční fotografie v Hollywoodu
- Lina Bertucciová (* 1958), subkulturní umělkyně, která se specializuje na fotografii a film
- Ania Bien (* 1946), polsko-americká fotografka, působí v Amsterdamu, zaměřuje se na diskriminaci a uprchlíky
- Joan E. Birenová (* 1946), fotografka a filmařka, zaměřuje se na lesbičky a feminismus
- Nadine Blacklock (1953–1998), fotografka přírody v okolí jezera Superior
- Julie Blackmonová (* 1966), děti a rodinný život
- Andrea Blanch (* 1946), portréty celebrit, zejména italských mužů
- Lucienne Bloch (1909–1999), americká umělkyně a fotografka švýcarského původu, spolupracovala s Diegem Riverou
- Gay Block (* 1942), portrétní fotografka židovského života v Texasu, Miami Beach a křesťanských záchranářů z druhé světové války; zveřejnil několik fotoknih
- Debra Bloomfield (* 1952), krajině se věnuje od roku 1989; nedávná práce byla popsána jako „reflexivní aktivismus“
- Thérèse Bonney (1894–1978), fotoreportérka, známá svými obrazy rusko-finské fronty ve druhé světové válce
- Meghan Boody (* 1964), surrealistická fotografka
- Andrea Booherová (?),  fotografka, filmařka a fotoreportérka z Colorada, nejznámější svými fotografiemi po katastrofě World Trade Center
- Barbara Bosworth (* 1953), americká umělkyně, fotografka. Bosworth pracuje především s velkým formátem, 8x10 fotografickou kamerou a zaměřuje se na vztah mezi člověkem a přírodou.
- Alice Boughtonová (asi 1867–1943), divadelní portréty, spolupracovala s Gertrudou Käsebierovou, členkou hnutí Fotosecese
- Margaret Bourke-Whiteová (1906–1971), první cizinka, která fotografovala sovětský průmysl, první válečná korespondentka a první fotografka v magazínu Life
- Louise Arner Boyd (1887–1972), průzkumnice, která pořídila stovky fotografií z Arktidy, podrobná fotografická dokumentace Polska v roce 1934
- Louise Boyleová (1910–2005), dokumentovala afroamerické zemědělské dělníky v Arkansasu během Velké hospodářské krize
- Marilyn Bridges (* 1948), z letadla nebo helikoptéry fotografuje starobylá místa po celém světě
- Deborah Bright (* 1950), americká fotografka, spisovatelka, profesorka a malířka se specializací na kritickou krajinnou fotografii a queer fotografii a malbu
- Sheila Pree Bright (1967), výtvarná fotografka
- Anne Brigmanová (1869–1950), jedna z původních členů hnutí Fotosecese, obrazy nahých žen (včetně autoportrétů) v letech 1900 až 1920
- Charlotte Brooksová (1918–2014), fotoreportérka, fotografovala pro magazín Look
- Ellen Brooks (* 1946), pro-filmový přístup, často fotografovala přes obrazovku
- Kate Brooks (* 1977), fotoreportérka se specializací na Střední východ, Afghánistán a Pákistán
- Adrien Broomová (* 1980), fotografka módy a výtvarného umění se specializací na obrazy mladých žen
- Esther Bubleyová (1921–1998), expresivní fotografie obyčejných lidí, později se specializací na děti v nemocnicích a další lékařská témata
- Sonja Bullaty (1923–2000), fotoreportérka a fotografka krajiny
- Elizabeth Buehrmann (kolem 1886 – kolem 1963), průkopnice domácích portrétů
- Shirley Burman (* 1934), ženy v historii železnice
- Eleanor Butler Rooseveltová (1888–1960), obrazy hodnostářů, cestovní fotografie Evropy a Asie

## C

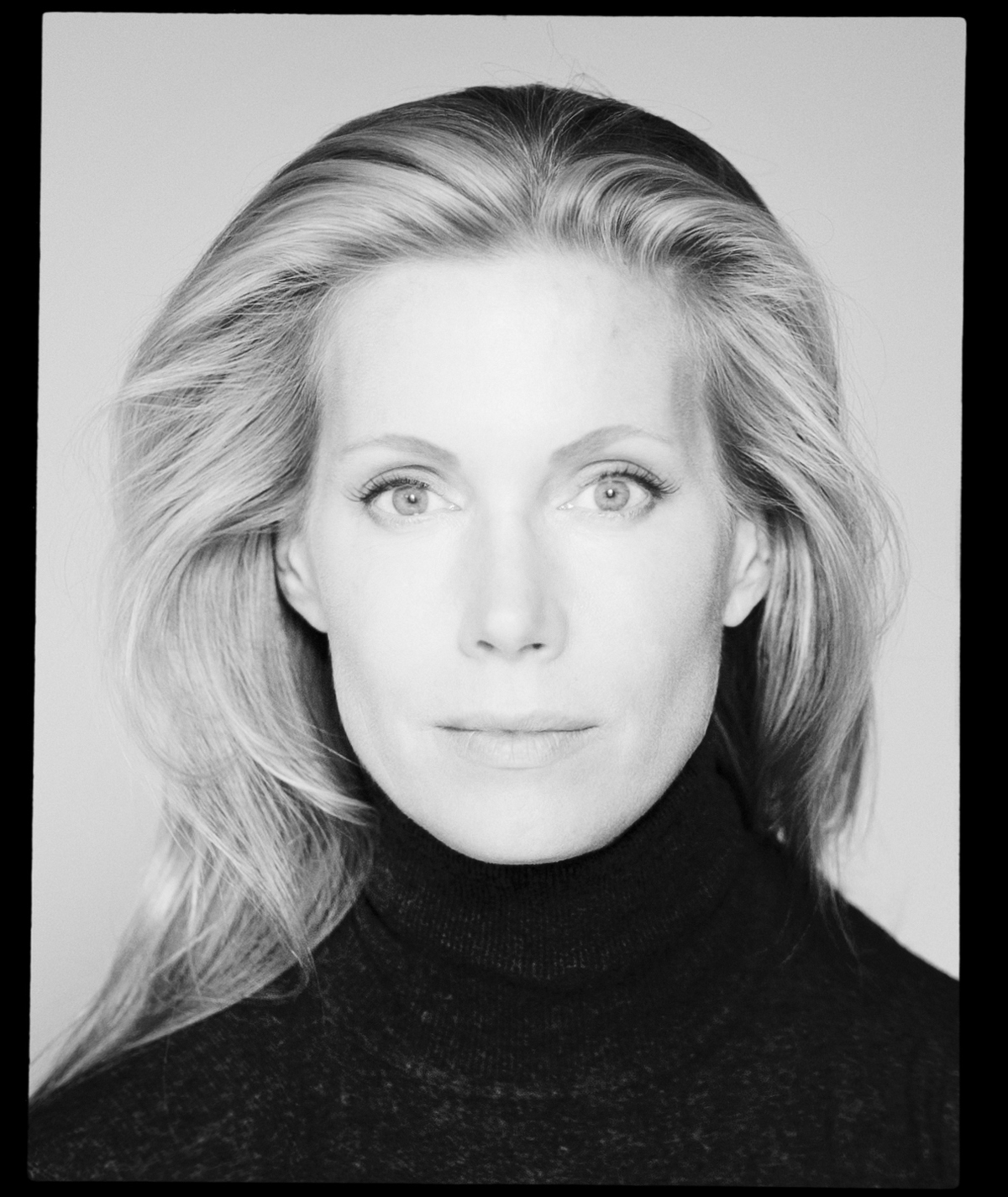
Kate Cordsenová

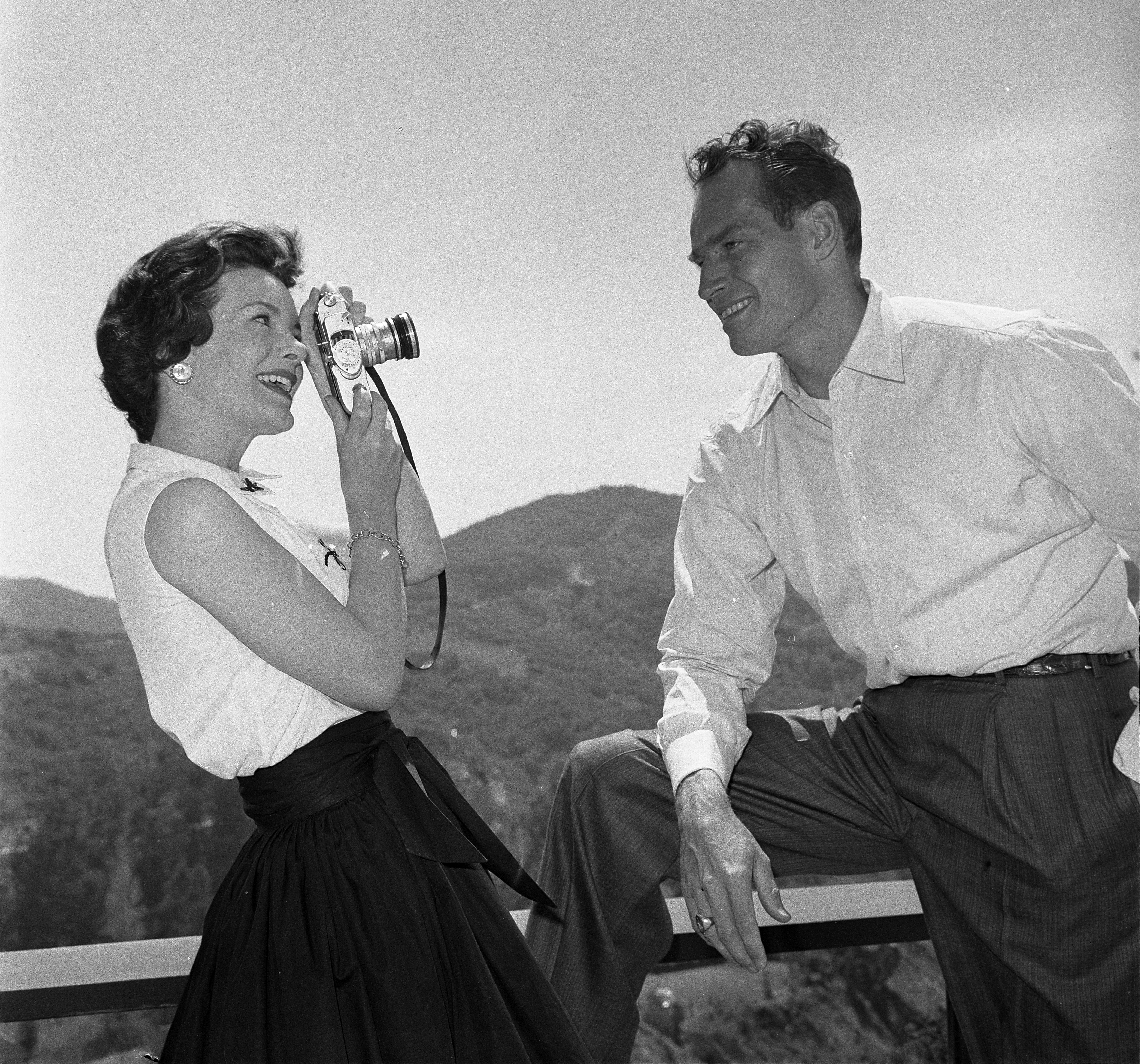
Lydia Clarke (1923–2018), herečka, fotografka a manželka oskarového herce Charltona Hestona

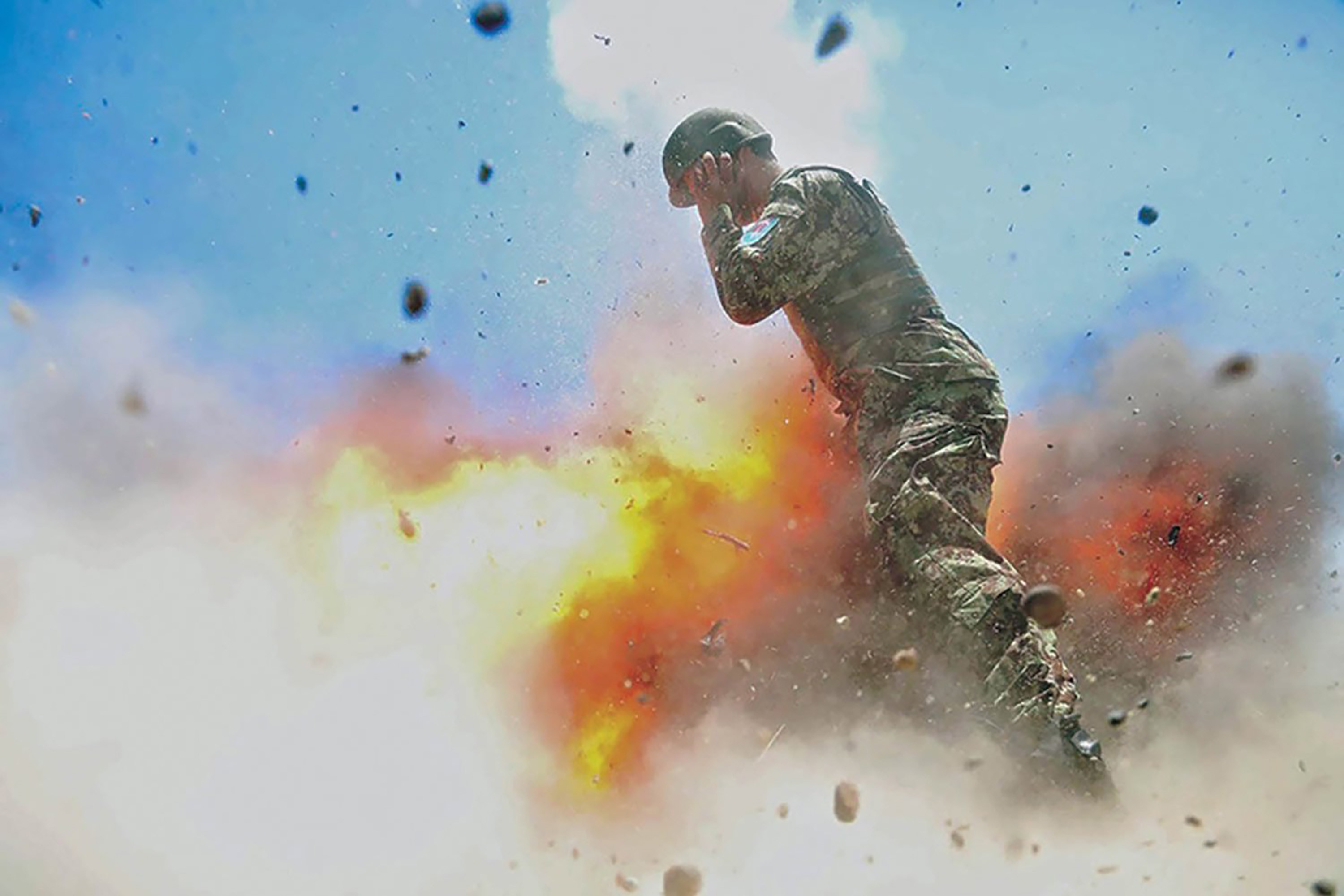
Hilda Claytonová: Výbuch minometu, který způsobil smrt jí a čtyřem dalším lidem

- Cathy Cade (* 1942), známá svou prací v dokumentární fotografii, včetně fotografií o lesbickém mateřství
- Evelyn Cameronová (1868–1928), britská fotografka, která se přestěhovala do Terry v Montaně, kde dokumentovala každodenní život na Divokém západě
- Angela Cappetta (* 1974)
- Ellen Carey (* 1952), abstraktní fotografka
- Mary Carnellová (1861–1925), fotografka a klubistka
- Marion Carpenterová (1920–2002), první novinářská fotografka a první žena, která fotograficky dokumentovala události v Bílém domě
- Elinor Carucci (* 1971), izraelská Američanka, která od roku 1997 hojně vystavuje a vyučuje fotografii v New Yorku
- Joan Cassis (1952–1996), portrétní fotografka[1]
- Dickey Chapelle (1919–1965), fotoreportérka známá svou prací jako válečná zpravodajka ve druhé světové válce a válce ve Vietnamu
- Talia Chetrit (* 1982), fotografka zátiší a aktů
- Lydia Clarke (1923–2018), herečka, fotografka a manželka oskarového herce Charltona Hestona
- Cornelia Clarkeová (1884–1936), fotografka přírody, publikovala v časopisech, encyklopediích, knihách a novinách
- Rose Clarková (1852–1942), fotografka, ilustrátorka
- Emilie V. Clarksonová (1863–1946), její fotografie se objevily v publikacích American Annual of Photography, American Amateur Photographer a Photographic Times. Alfred Stieglitz zařadil její práci do časopisu Camera Notes
- Hilda Claytonová (1991–2013), armádní válečná fotografka portorikánského původu, tragicky zahynula, když během afghánského tréninku vybuchl minomet
- Lynne Cohen (1944–2014), velkoformátové tisky domácích a institucionálních interiérů, žila v Montrealu
- Carolyn Cole (* 1961), dokumentární fotografka pracující pro Los Angeles Times, konflikty v Iráku, Kosovu, Afghánistánu, na Haiti a v Libérii, kde v roce 2004 získala Pulitzerovu cenu z obléhání hlavního města Monrovie
- Anne Collier (* 1970) americká vizuální umělkyně, která pracuje s fotografickými obrazy.
- Marjory Collinsová (1912–1985) fotoreportérka dokumentující události během druhé světové války na domácí frontě
- Nancy Ford Cones (1869–1962), raná fotografka z Lovelandu ve státě Ohio, kde dokumentovala venkovský život
- Lois Conner (* 1951), známá zejména svými platinotisky krajiny, které snímala fotografickou kamerou formátu 7x17"
- Linda Connor (* 1944), duchovní místa
- Marjorie Content (1895–1984), domorodí Američané
- Martha Cooperová (* 1943), fotografka pracující pro New York Post v 70. letech
- Deborah Copaken (* 1966), spisovatelka, autorka sedmi bestsellerů, novinářka, fotografka a fotoreportérka oceněná cenou Emmy
- Kate Cordsenová (* 1964), známá svými velkoformátovými krajinami
- Catherine Cormanová (* 1975), fotografka a filmařka, dcera filmového režiséra Rogera Cormana
- Tee Corinne (1943–2006), lesbická fotografka
- Carlotta Corpronová (1901–1988) fotografka a průkopnice americké abstraktní fotografie a propagátorka výtvarné školy Bauhaus v Texasu
- Marie Cosindas (1925–2017), zátiší a barevné portréty, jedna z prvních vystavených barevných fotografií v MoMA
- Honey Lee Cottrell (1946–2015), lesbická fotografka, známá svou prací v seriálu On Our Backs
- Renée Cox (* 1960), politicky motivovaná fotografka jamajského původu
- Shealah Craigheadová (* 1976), fotografka Bílého domu
- Susan Crocker (* 1940), fotografka dokumentující městské prostředí
- Imogen Cunninghamová (1883–1976), známá svými botanickými fotografiemi, akty a průmyslovou krajinou

## D
- Louise Dahl-Wolfe (1895–1989), módní fotografka pracující pro Harper's Bazaar
- Myla Dalbesio
- Deborah Dancy (* 1949), afroamerická malířka, fotografka, umělkyně pracující s mixed media
- Judy Dater (* 1941), nejznámější je její kniha Imogen and Twinka o fotografce Imogen Cunninghamové
- Diana Davies (* 1938), grafička a fotoreportérka
- Lynn Davis (* 1944), velkoplošné černobílé fotografie se specializací na monumentální krajinu a architekturu
- Liliane de Cock (1939–2013), belgicko-americká fotografka, vystudovala v Guggenheimu
- Mary Devensová (1857–1920), významná piktorialistická fotografka z počátku 20. století
- Maggie Diaz (1925–2016), viz seznam australských fotografek
- Jessica Dimmocková (* 1978), dokumentární fotografka, po dobu osmi let působila v New Yorku a dokumentovala drogově závislé
- Joyce Dopkeenová (1942–2023), první fotografka na plný úvazek pro The New York Times
- Carolyn Drakeová (* 1971), dokumentární fotografka, zejména střední Asie
- Mary Anna Draperová (1839–1914), mecenáška, astronomka a odborná asistentka manžela Henryho Drapera, průkopníka astronomické fotografie, se kterým po celou dobu manželství pracovala a zdokonalovala se v astronomii
- Barbara DuMetz (* 1947), průkopnická afroamerická komerční fotografka
- Jeanne Dunning (1960), fotografka lidského těla

## E
- Susan Eakins (1851–1938), umělkyně a fotografka, manželka Thomase Eakinse, provozovala vlastní ateliér, kde jako základ svého umění používala fotografii
- Sarah J. Eddy (1851–1945), fotografka aktivní na konci 19. a počátku 20. století, portrét, domácí scény, specializace na zvířata (zejména kočky)
- Dorothy Meigs Eidlitz (1891–1976), fotografka, mecenáška umění a obhájkyně práv žen
- Melanie Einzig (1967), pouliční fotografka
- Sandra Eisert (* 1952), první foto editorka v Bílém domě v roce 1974
- Cynthia Elbaum (1966–1994), fotoreportérka, zabita při práci v Čečensku
- Chansonetta Stanley Emmons (1858-1937), fotografka domácího života a venkovské krajiny v Nové Anglii
- Jill Enfield (* 1954), ručně kolorované snímky umělkyně nejznámější díky své tvorbě alternativních fotografických procesů
- Marion Ettlinger (* 1949), autorské portréty pro knižní vydání

## F

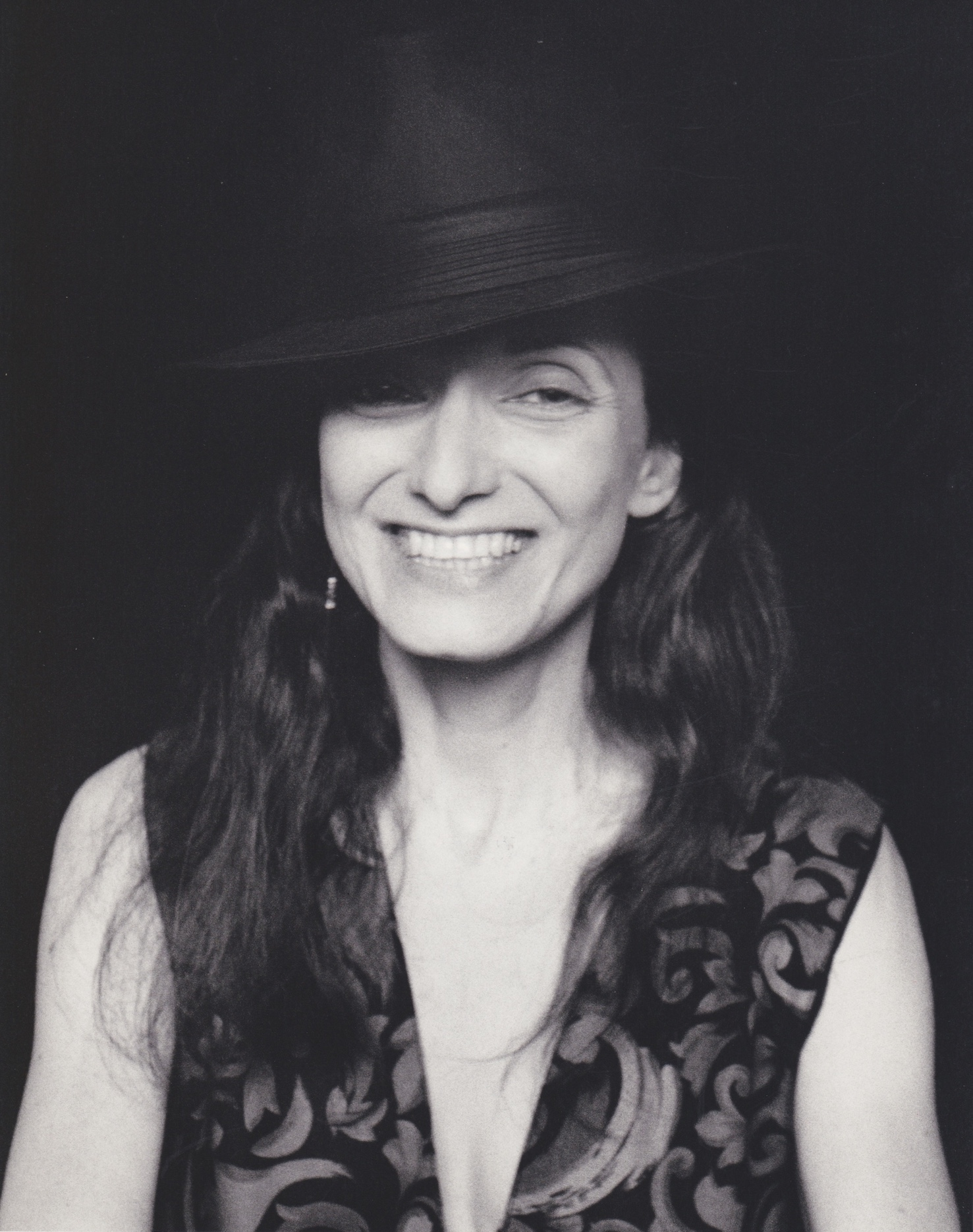
Flo Fox (1945–2025), pouliční fotografka, trpěla roztroušenou sklerózou a pak také slepotou

- Mary Anne Fackelman-Minerová (* 1947), fotoreportérka a první fotografka v Bílém domě
- Sharon Farmerová, (* 1951) oficiální fotografka Bílého domu
- Emma Justine Farnsworthová (1860–1952), fotografka, jejíž díla byla vystavena na Světové kolumbijské výstavě (1893) a Pařížské výstavě (1900)
- Nona Faustine, (1977–2025), fotografka a vizuální umělkyně, zaměřovala se na historii, identitu, reprezentaci a na to, co to znamená být ženou v 21. století, především zkušenosti černošských žen
- Delphine Fawundu (* 1971), fotografka a vizuální umělkyně z Brooklynu
- Mildred Adams Fenton (1899–1995), paleontoložka, geoložka a spisovatelka
- Piper Ferguson (?), specializuje se na fotografování hudebníků, v roce 2023 vydala knihu Indie/Seen: The Indie Rock Photography of Piper Ferguson, obsahující více než 350 fotografií
- Teresita Fernándezová (* 1968), umělkyně, sochařka a fotografka
- Anne Fishbein (* 1958), fotografka z Chicaga
- Deanne Fitzmaurice (* 1957), fotoreportérka, nositelka Pulitzerovy ceny za fotografii v roce 2005
- Audrey Flacková (1931–2024), vizuální umělkyně a fotografka
- Trude Fleischmannová (1895–1990), viz seznam australských fotografek
- Mollie Fly (1847–1925), raná arizonská fotografka
- Susan Fordová (* 1957), fotoreportérka, dcera prezidenta Geralda Forda
- Mary Lou Foy (* 1944), editorka obrázků ve Washington Post
- Flo Fox (1945–2025), pouliční fotografka, trpěla roztroušenou sklerózou a pak také slepotou
- Judy Francesconiová (* 1957), specializuje se na sapfickou erotiku
- Catriona Fraser (* 1972), fotografka a obchodnice s uměním ve Washingtonu, DC
- Jill Freedmanová (1939–2019), dokumentární fotografka z New Yorku, známá fotografiemi hasičů, pouličních policistů, cirkusového života
- Toni Frissellová (1907–1988), módní fotografie, fotografie z druhé světové války
- Eva Fuková (1927–2015), americká fotografka českého původu, známá svými melancholickými díly a surrealistickými efekty

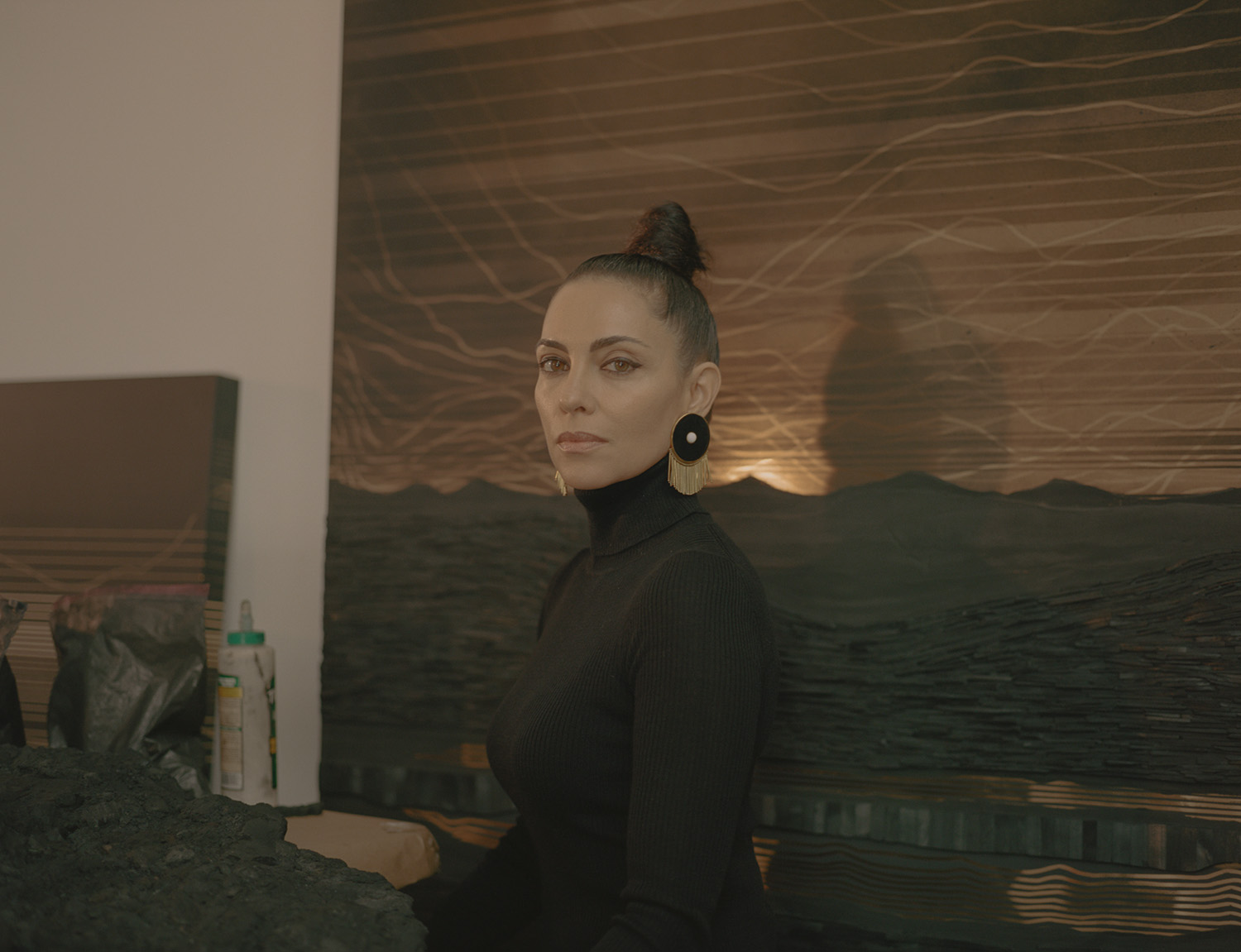
Teresita Fernándezová (* 1968), umělkyně, sochařka a fotografka

## G

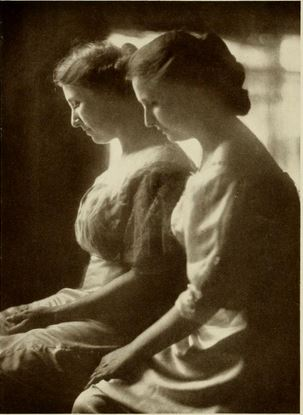
Sestry Gerhardovy

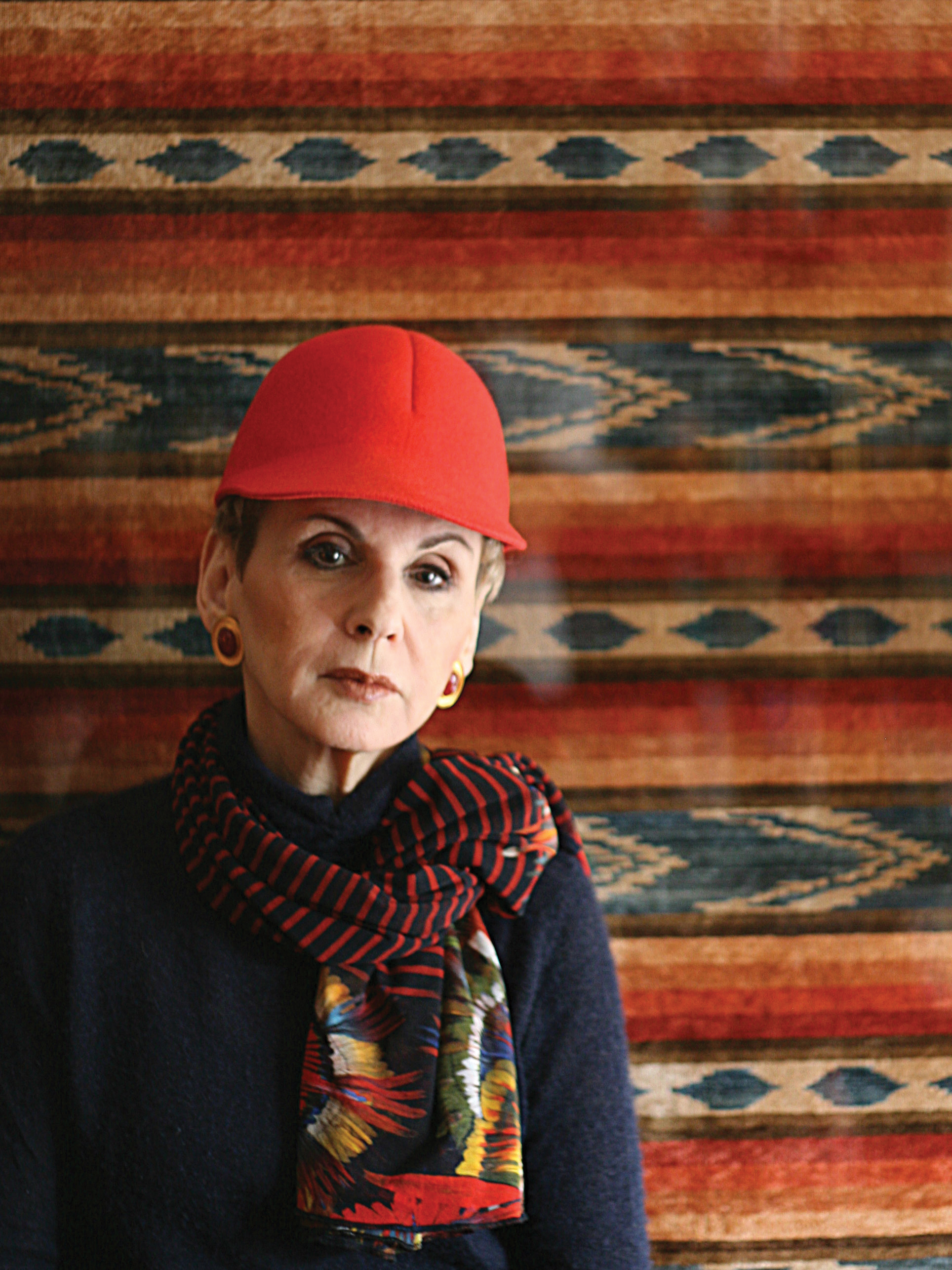
Lynn Gilbertová (* 1938), fotografka a autorka známá především svými portréty slavných žen z 20. až 80. let 20. století a dokumentací tureckých domovů a interiérů

- Louisa Bernie Gallaherová, (1858–1917) vědecká fotografka pracující pro Smithsonian United States National Museum (dnes Smithsonův institut)
- Helen K. Garber (* 1954), černobílé městské krajiny
- Gretchen Garner (1939–2017), fotografka a umělkyně, smíšená technika
- Helen Gatch (1862–1942), líčila členy rodiny a pohledy na pobřeží Oregonu
- Emma Jane Gay (1830–1919), známá především fotografováním původních obyvatel Nez Perce
- Lynn Geesaman (1938-2020), fotografka krajiny
- Susan Gerbicová (* 1962), studiová fotografka, která se proslavila jako aktivistka vědeckého skepticismu, především odhalováním lidí, kteří o sobě tvrdí, že jsou médii
- Emme Gerhardová (1872–1946), pracovala se svou sestrou Mayme v St. Louis, obrazy domorodých Američanů a dalších etnických skupin
- Mayme Gerhardová (1876–1955), pracovala se svou sestrou Emme v St. Louis, obrazy domorodých Američanů a dalších etnických skupin
- Wilda Gerideau-Squires (* 1946), umělecká fotografka
- Paola Gianturco (* 1939), fotoreportérka o ženách v nesnázích
- Lynn Gilbertová (* 1938), fotografka a autorka známá především svými portréty slavných žen z 20. až 80. let 20. století a dokumentací tureckých domovů a interiérů
- Jan Gilbert (visual artist)
- Laura Gilpinová (1891–1979), domorodí Američané (Navajo) a krajiny Puebla a jihozápadu
- Barbara Gluck (* 1938), fotožurnalistka, zejména Vietnam
- Maybelle Goodlanderová (1882–1959) komerční a portrétní fotografka se sídlem v Muncie, Indiana, spolupracovala se svou starší sestrou Maude Goodlanderovou
- Nan Goldinová (* 1953), homosexuální a transsexuální komunity, subkultura drogově závislých v New Yorku, panoramata
- Lynn Goldsmith (* 1948), filmová režisérka, fotografka a autorka písní
- Suzy Gorman (* 1962), portréty celebrit
- Karen Graffeo (* 1963), portréty, dokumentární film
- Katy Grannan (1969), portréty
- Beth Green (* 1949), fotoreportérka
- Jill Greenbergová (* 1967), portréty, obálky
- Lauren Greenfield (* 1966), dokumentární fotografka a filmařka
- Lois Greenfieldová (* 1949), fotografka známá zachycováním člověka v pohybu a využitím pohybu jako kompozičního prvku
- Lori Grinker (* 1957), dokumentární fotografka, výtvarnice a filmařka
- Jan Groover (1943–2012), fotografka zátiší, velké formáty
- Caroline Haskins Gurrey (1875–1927), portrétistka na Havaji na počátku 20. století, známá svou sérii o havajských dětech smíšených ras
- Carol Guzy (* 1956), fotografka Washington Post oceněná Pulitzerovou cenou

## H

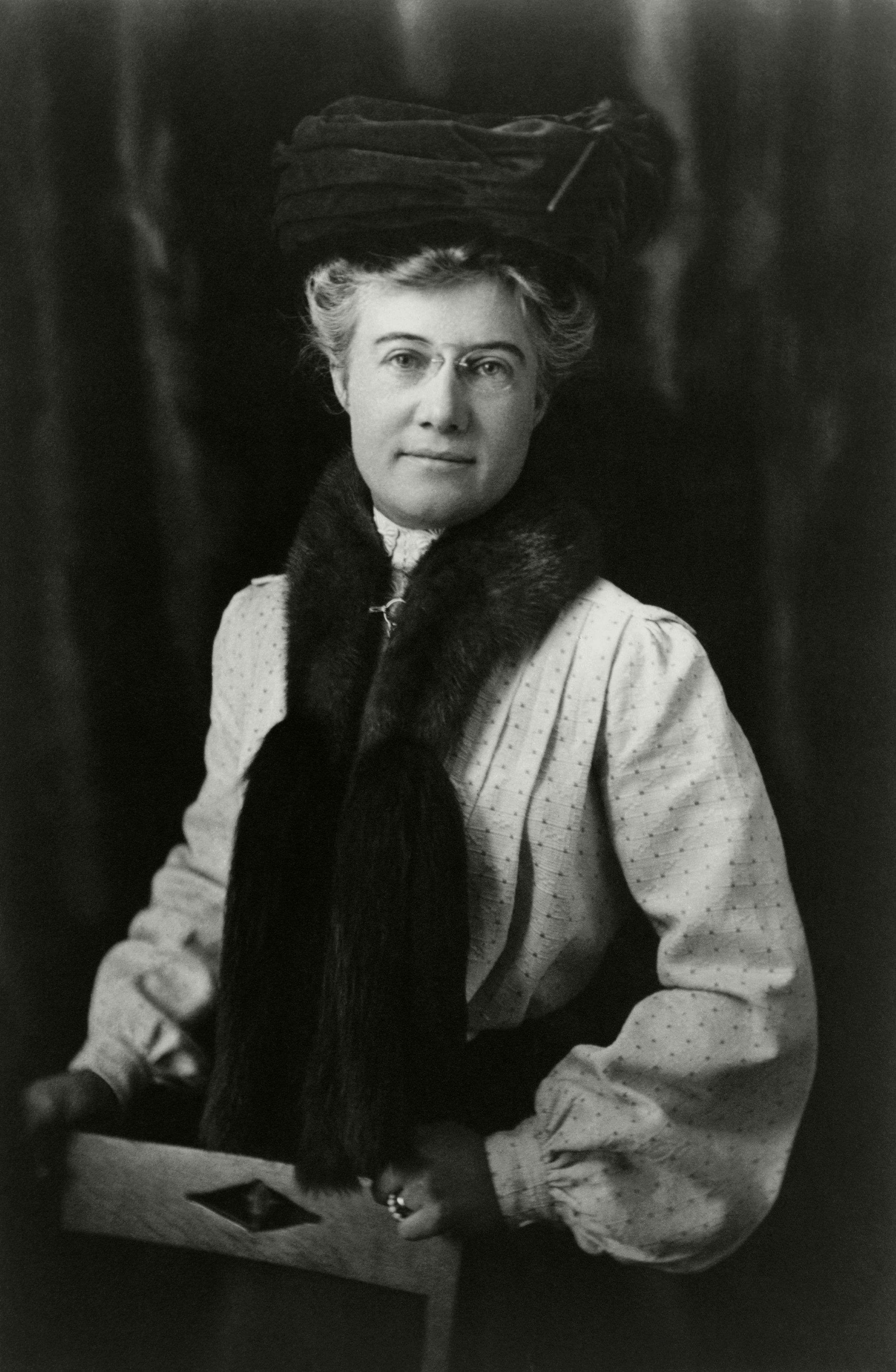
Mattie Edwards Hewittová (1870–1956), fotografka architektury a krajiny

- Virna Hafferová (1899–1974), fotografka, grafička, malířka, hudebnice a spisovatelka
- Clara Louise Haginsová (1871–1957), fotografka a členka klubu žen se sídlem v Chicagu v Illinois
- Nacumi Hajaši (1945–2006), pracovala s fotokoláží na témata, jako jsou japonské internační tábory, opuštěná vězení, práce ve městě
- Gail Albert Halaban (* 1970), inscenované portréty
- Margaret Hallová (1876–1963), fotografka první světové války
- Winifred Hall Allen (* ?), afroamerická fotografka Harlem Renaissance
- Maggie Hallahan (* 1961), fotoreportérka a filmařka, UN Women, WHO
- Pauline Kruger Hamiltonová (1870–1918), americká fotografka, která působila jako dvorní fotografka ve Vídni
- Marie Hansen (1918–1969), fotoreportérka
- Elise Forrestová Harlestonová (1891–1970), černošská fotografka
- Edie McKee Harperová (1922–2010), fotografka armádních sborů inženýrů (Army Corps of Engineers) během druhé světové války
- Rose Hartmanová (* 1937), fotografka, autorka cestopisů a spisovatelka, která žije a pracuje v New Yorku, portréty celebrit
- Alexandra Hedison (1969), abstraktní krajiny
- Esther Henderson (1911–2008), fotografka krajiny
- Diana Mara Henry (* 1948), fotoreportérka
- Lena Herzog (* 1970), ruská umělecká fotografka
- Mattie Edwards Hewittová (1870–1956), fotografka architektury a krajiny
- Elizabeth Heyert (* 1951), experimentální portréty
- Abigail Heyman (1942–2013), feministka a fotoreportérka známá pro svou knihu z roku 1974 Growing Up Female: A Personal Photo-Journal.
- Carol M. Highsmith (* 1946), architektonické pokrytí po celých Spojených státech
- Evelyn Hockstein (* ?), fotoreportérka
- Julia Christiansen Hoffmanová (1856–1934), umělkyně, fotografka a mecenáška umění, která prostřednictvím výstav a uměleckých kurzů podporovala Hnutí uměleckých řemesel v Portlandu
- Martha Holmes (1923–2006), fotoreportérka, později na volné noze pro magazín Life
- Roni Horn (* 1955), zkoumá proměnlivou povahu umění kombinující fotografii s kresbou, sochařstvím a instalacemi, vydává fotoknihy
- Jean Howardová (1910–2000), herečka a profesionální fotografka zlatého období Hollywoodu během 40. a 50. let 20. století
- Justice Howardová (* 1960), fotografka erotiky, plakátů a celebrit
- Elfie Caroline Huntingtonová (), fotografka ze Springville v Utahu, založila fotostudio ve Springville; dokumenty každodenních událostí, ale i temných a vtipných fotografií

## Ch
- Sarah Charlesworth, konceptuální umělkyně a fotografka (1947–2013)

## I
- Connie Imboden (* 1953), fotografka aktů
- Edith Irvine (1884–1949), dokumentární tvorba včetně zemětřesení v San Francisku

## J

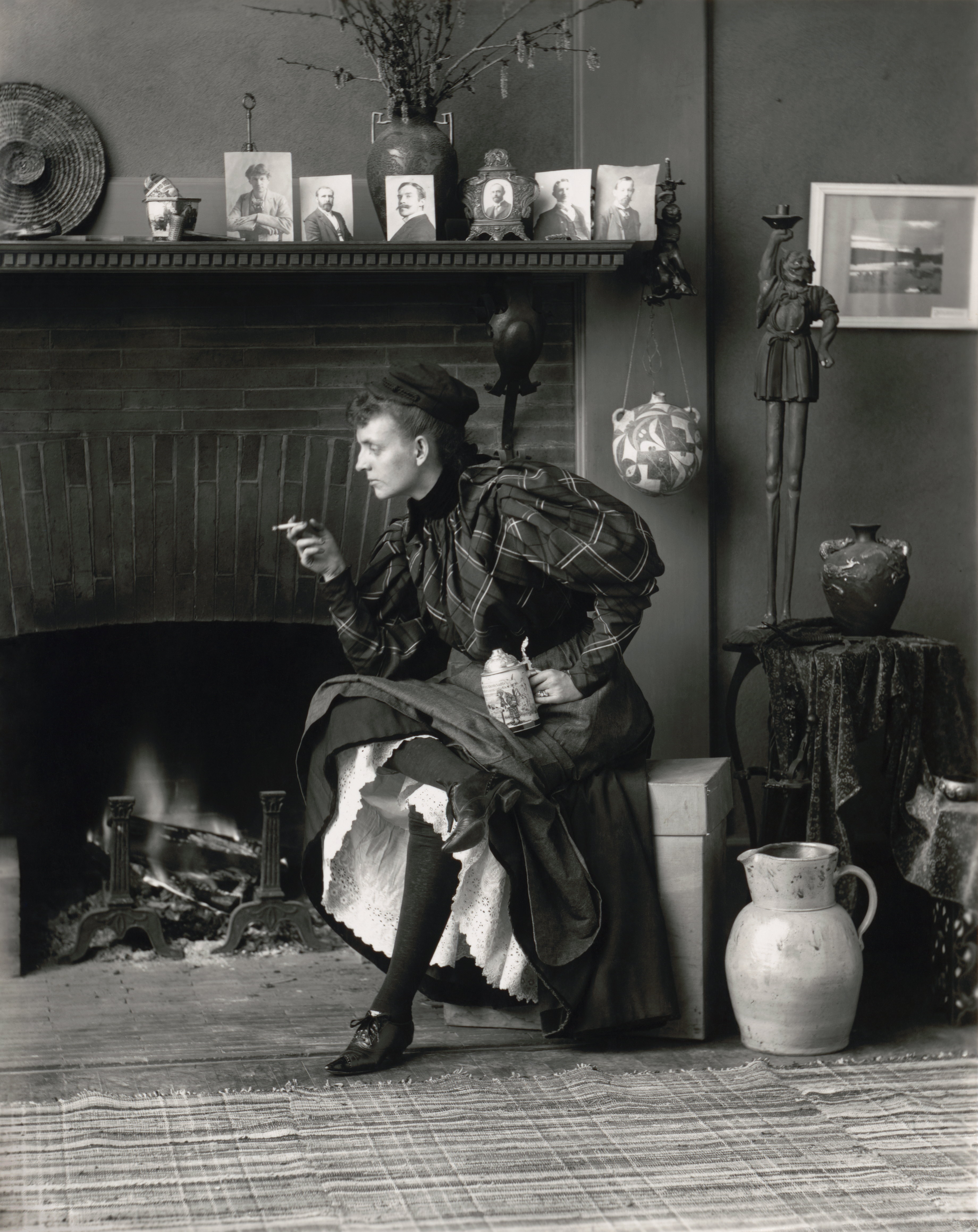
Frances Benjamin Johnstonová (1864–1952), raná fotoreportérka, první žena provozující foto studio ve Washingtonu DC, portréty celebrit pro časopisy

- Lotte Jacobi (1896–1990), viz seznam německých fotografek
- Marcey Jacobson (1911–2009), portrétovala domorodé obyvatele jižního Mexika
- Jelena Jemčuková (* 1970), móda, reklama, také videa, filmová režisérka ukrajinského původu, spolupráce s The Smashing Pumpkins
- Acacia Johnsonová (* 1990), polární fotografka
- Belle Johnson (1864–1945), portrétní fotografka, včetně studií postav, a fotografie zvířat (zejména koček)
- Frances Benjamin Johnstonová (1864–1952), raná fotoreportérka, první žena provozující foto studio ve Washingtonu DC, portréty celebrit pro časopisy
- Lynn Johnson (1980–1990), fotoreportérka
- Sarah Louise Juddová (1802–1886), první raná komerční fotografka v Minnesotě, která v roce 1848 pořizovala daguerrotypie

## K
- Consuelo Kanaga (1894–1978), portréty včetně Afroameričanů
- Gertrude Käsebierová (1852–1934), velmi vlivná, silná podporovatelka žen - fotografek, její práce pokrývala domorodé Američany, portréty, komerčně velmi úspěšná
- Barbara Kasten (* 1936), fotogramy a vícebarevná zátiší
- Emy Kat (* 1959), móda, reklama
- Mary Morgan Keipp (1875–1961), umělecká fotografie, Afroameričané
- Marie Hartigová Kendallová (1854–1943) americká fotografka francouzského původu, její portrétní fotografie a krajiny dokumentovaly oblast Norfolku ve státě Connecticut koncem 19. a začátkem 20. století
- Miru Kim (* 1981), umělecká fotografie
- Sage Kirkpatrick (roz. Petra Šimčeková;* 1969), česká fotografka a herečka aktivní v USA
- Helen Johnsová Kirtlandová (1890–1979), fotoreportérka a válečná zpravodajka, reportáž z první světové války
- Barbara Krugerová (* 1945), konceptuální černobílé fotografie
- Justine Kurland (* 1969), umělecká fotografie

## L

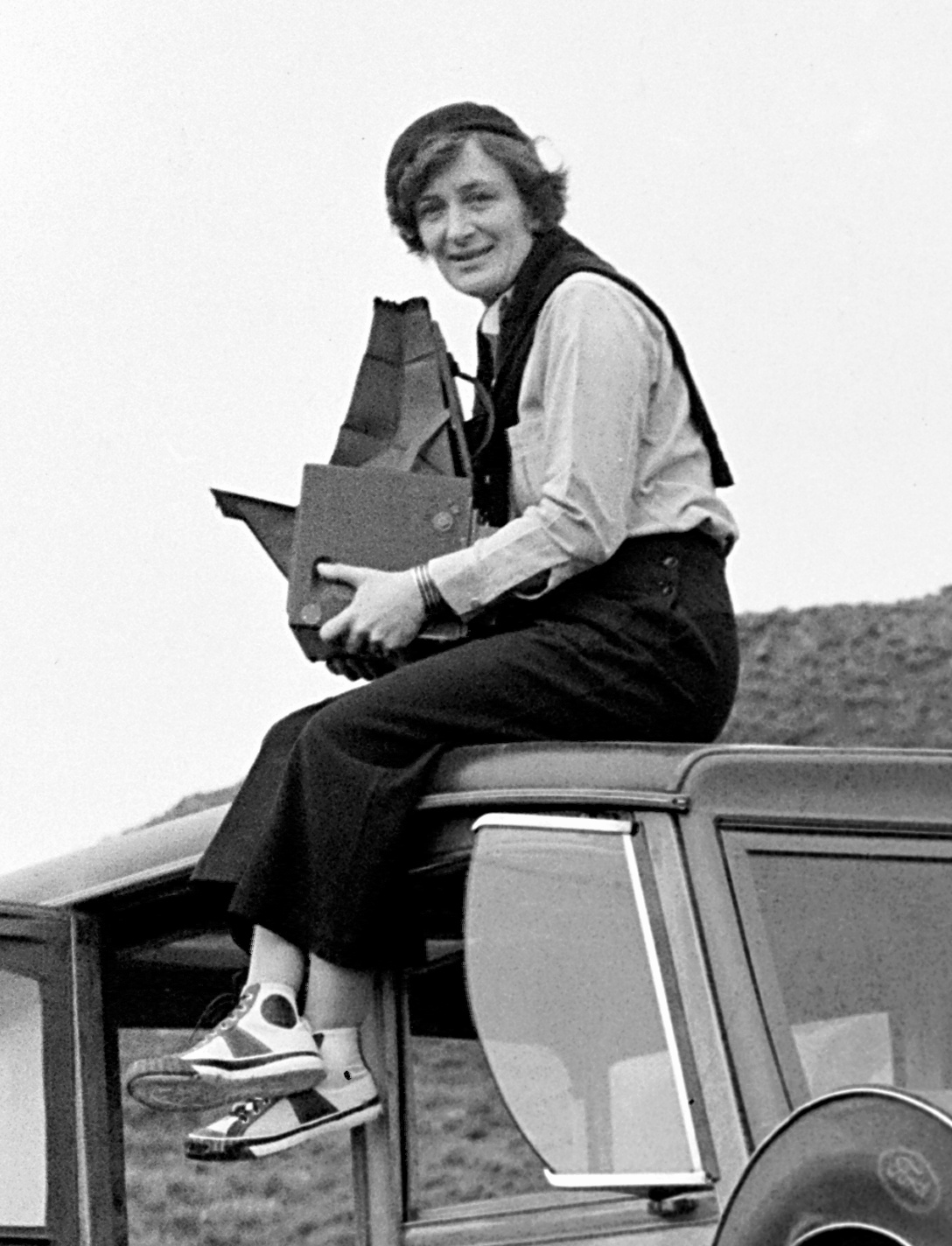
Dorothea Langeová (1895–1965), dokumentární fotografka a fotoreportérka, věnovala se Velké hospodářské krizi

- Anne LaBastille (1935-2011), spisovatelka, fotografka a ekoložka, byla součástí projektu DOCUMERICA americké agentury pro ochranu životního prostředí
- Tamara Lackey, fotografka životního stylu
- Sarah Laddová (1860–1927), raná fotografka a fotografka krajiny
- Kay Lahusen (* 1930), první otevřeně homosexuální fotoreportérka hnutí za práva homosexuálů
- Wendy Sue Lamm (* 1964), fotoreportérka známá svými obrazy Palestiny
- Dorothea Langeová (1895–1965), dokumentární fotografka a fotoreportérka, věnovala se Velké hospodářské krizi
- Alma Lavensonová (1897–1989) dokumentovala kalifornskou Zlatou horečku
- Adelaide Leavy (1913–1999), průkopnická novinářská a sportovní fotografka
- Nina Leenová (1914–1995), rusko-americká fotografka, vášnivá přispěvatelka do magazínu Life, především známá svými fotografiemi zvířat
- Adelaide Hanscomová Leesonová (1875–1931), rané ilustrované fotografické knihy
- Annie Leibovitzová (* 1949), portrétní fotografka, pracovala pro časopis Rolling Stone a později Vanity Fair
- Zoe Leonard (* 1961), fotografie New Yorku, fotografie fiktivního Fae Richardse k filmu The Watermelon Woman
- Rebecca Lepkoff (1916–2014), pouliční scény na Lower East Side na Manhattanu ve 40. letech
- Isa Leshko (* 1971), umělecká fotografka známá pro své seriály Elderly Animals
- Sherrie Levine (* 1947), fotografie na téma kulturní apropriace
- Helen Levittová (1907–2009), pouliční fotografie v New Yorku
- Jacqueline Livingston (1943–2013), role žen, sexuální intimita
- Pearl Grace Loehrová (1882 – asi 1944), fotografka a umělecká pedagožka se sídlem v New Yorku, děti, portréty, prezidentka Ženské federace Americké asociace fotografů
- Olivia Locherová (* 1990), proslula svou fotografickou sérií Bojovala jsem se zákonem, je známá svým sarkastickým přístupem k studiové fotografii s velkým zaměřením na barvu a koncept
- Ruth Harriet Louise (1903–1940), první fotografka aktivní v Hollywoodu, provozující portrétní studio Metro-Goldwyn-Mayer od roku 1925 do roku 1930
- Roxanne Lowitová (?–2022), fotografka módy a celebrit působící v New Yorku, o které se říkalo, že se „stala stejně celebritou jako ti, které fotografovala“.
- Layla Love (* 1980), umělecká fotografka
- Elizabeth Gill Lui (* 1951), abstraktní koláže
- Holly Lynton

## M
- Diane MacKownová (* ?), portrétní fotografka
- Vivian Maierová (1926–2009), během svého života neznámá, její pouliční fotografie Chicaga byly poprvé publikovány v roce 2011
- Rose Mandelová (1910–2002), polská fotografka se sídlem v Berkeley, hlavní fotografka uměleckého oddělení na Kalifornské univerzitě, v roce 1967 získala Guggenheimovo stipendium
- Ann Mandelbaumová (* 1945), umělkyně a fotografka
- Sally Mannová (* 1951), velké černobílé fotografie malých dětí, později krajiny naznačující úpadek a smrt
- Nancy Manterová (* 1951), počasí, životní prostředí a krajina
- Carol Mavorová (* 1957) spisovatelka, historička fotografie a profesorka, specialistka na fotografie Clementiny Hawardenové
- Lizbeth Marano (* 1950), snímky z Islandu, Francie, Itálie a Španělska
- Malerie Marderová (* 1971), lidská intimita
- Mary Ellen Marková (1940–2015), známá fotožurnalistikou, portréty a reklamní fotografií, také se zabývala bezdomovectvím, drogovou závislostí a prostitucí
- Diana Markosianová (* 1989), dokumentární / foto-esejistka
- Jackie Martinová (1903–1969), fotoreportérka, novinová a sportovní redaktorka, umělecká ředitelka a obrazová redaktorka metropolitních novin, fotografovala pro Bílý dům
- Margrethe Matherová (1886–1952) spolupracovala s Edwardem Westonem
- Jill Mathisová (* 1964), práce založené na etymologii
- Rebecca Matlocková (1928–2019), snímky z Moskvy a Československa
- Kate Matthews (1870–1956), fotografovala scény každodenního života v údolí Pewee v Kentucky, také jako ilustrace pro knihy Annie Fellows Johnston The Little Colonel
- Florence Maynardová (1867–1958), portrétní fotografka se studiem v Bostonu
- Dona Ann McAdams (* 1954), reportážní fotografie
- Linda McCartney (1942–1998), fotografovala popové hvězdy v 60. letech
- Martha McMillan Robertsová (1919–1992), fotografka působící na počátku 20. století, členka společnosti Farm Security Administration
- Melodie McDanielová (* 1967), portréty celebrit, móda, reklama
- Elizabeth Parker McLachlanová (* 1938), fotografka, profesorka, spisovatelka a redaktorka se specializací na Bury Bible
- Michele McNally (1955–2022), novinářská fotografka v The New York Times[2]
- Laura McPhee (* 1958), umělecká fotografie
- Susan Meiselasová (* 1948), dokumentární fotografka pracující pro Magnum Photos, zabývající se otázkami lidských práv v Latinské Americe a nikaragujskou revolucí
- Nan Melville (1949–2022), specialistka na taneční fotografii
- Florence Meyerová (1911–1962), portrétní fotografka celebrit
- Sonia Handelman Meyerová (1920–2022), pouliční fotografka
- Hansel Miethová (1909–1998), německého původu, v roce 1937 vstoupila do časopisu Life, kde působila až do počátku 50. let a fotografovala Japonce v internačních táborech během druhé světové války
- Lee Millerová (1907–1977), módní fotografkav Paříži, válečná zpravodajka pro Vogue týkající se londýnského Blitzu a osvobození Paříže
- Susan Mikula (* 1958), fotografka a umělkyně
- Cristina Mittermeierová (* 1966), mexicko-americká fotografka, známá obrazy domorodých obyvatel
- Lisette Modelová (1906–1983), rakouského původu, nejprve fotografovala vyšší třídy v Nice v roce 1934, později pracovala pro časopis PM v New Yorku, publikovala také v Harper's Bazaar
- Andrea Modica (* 1960), fotografka a profesorka fotografie na Drexel University, známá portréty a používáním platinového tisku vytvořeného pomocí velkoformátového fotoaparátu 8x10"
- Inge Morathová (1923–2002), rakousko-americká fotografka, pracovala pro Magnum Photos
- Barbara Morgan (1900–1992), moderní tanečnice, spoluzakladatelka Aperture
- Lida Moserová (1920–2014), fotožurnalistka, dokumentární a pouliční fotografka, přispívala do Vogue, Harper's Bazaar, Look a Esquire
- Helen Messinger Murdochová (1862–1956), byla průkopnicí v používání autochromů v cestovní fotografii
- Tetjana Mychajlyšyn-D'Avignon (* 1942), ukrajinská fotografka, novinářka, umělkyně, pedagožka, aktivistka aktivní v USA

## N

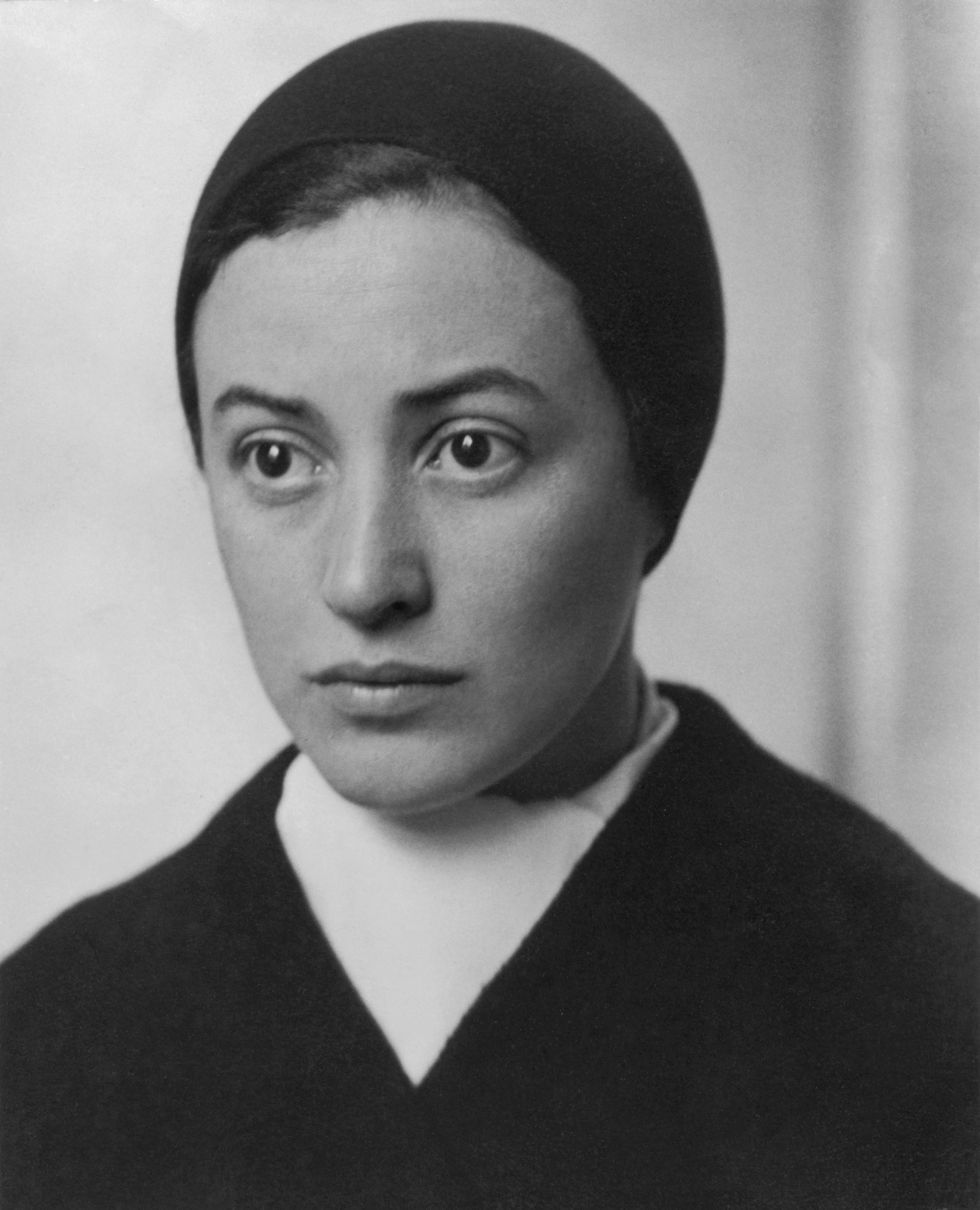
Dorothy Normanová (1905–1997), amatérská portrétní fotografka

- Marilyn Nance (* 1953), oficiální fotografka pro severoamerickou zónu FESTAC 77, druhý světový festival černošských a afrických umění a kultury a dvojnásobná finalistka ceny W. Eugena Smithe za humanistickou fotografii
- Nelly's (1899–1998), viz seznam řeckých fotografek
- Nika Nesgoda (* 1972), umělkyně a konceptuální fotografka, napodobuje obrazy starých mistrů a dichotomické využití prostitutek jako modelek
- Bea Nettles (* 1948), alternativní techniky
- Lennette Newell (* 1959), zvířata, móda, reklama, komerční fotografie a divoké přírody
- Carol Newsom (1946-2003), sportovní forožurnalismus se zaměřením na tenis
- Liz Nielsen (aktivní od roku 2002), tradiční fotografka využívající klasickou techniku
- Lora Webb Nicholsová (1883–1962), fotografovala každodenní život ve Wyomingu
- Anne Noggle (1922–2005), fotografka, která po kariéře v letectví, líčila proces stárnutí žen a jako kurátorka představila veřejnosti další fotografky
- Dorothy Normanová (1905–1997), amatérská portrétní fotografka a spisovatelka, partnerka Alfreda Stieglitze

## O
- Catherine Opie (* 1961), dokumentární fotografka, profesorka fotografie na Kalifornské univerzitě v Los Angeles
- Kei Orihara (* 1948), japonská dokumentární a portrétní fotografka působící v USA, vydala knihy o životě v New Yorku, portréty, panoramta, fotoknihy pro děti
- Ruth Orkin (1921–1985), fotoreportérka přispívající do časopisu Life, Look a Ladies 'Home Journal, později fotografii vyučovala v New Yorku
- Gina Osterloh (* 1973), fotografka, konceptuální umělkyně

## P
- Susanne Page (1938–2024), nejznámější svými fotografiemi domorodých Američanů z jihozápadu
- Olivia Parkerová (* 1941), americká fotografka
- Marvin Breckinridge Patterson (1905–2002), fotoreportérka, publikovala fotografie z cest po celém světě v časopisech Vogue, National Geographic, Look, Life, Town & Country nebo Harper's Bazaar
- Suzanne Pastorová (* 1952), umělkyně německo-amerického původu se sídlem v Praze. Je známá svým trojrozměrným přístupem k fotografii, zejména svými skleněnými knižními plastikami.
- Barbara Peacock (* ?)
- Stacy Pearsallová (* 1980), vojenská fotografka, dvakrát vítězka ocenění NPPA Military Photographer of the Year
- Pamela J. Petersová (* 1970), americká domorodá multimediální dokumentaristka z národa Navahů
- Nata Piaskowski (1912–2004), viz seznam polských fotografek, krajiny, portréty
- Dulce Pinzon (* 1974), viz seznam mexických fotografek
- Emily Pitchfordová (1878–1956), piktorialistická fotografka
- Sylvia Plachy (* 1943), narozená v Maďarsku, publikovala fotografické eseje a portréty v The New York Times Magazine, The Village Voice a The New Yorker, také osobní reportáže o střední Evropě
- Anita Pollitzer (1894–1975), spojená s Georgií O'Keeffe a Alfredem Stieglitzem
- Lucy Wallace Porter (1876–1962), fotografka architektury
- Greta Pratt (* 1955), známá dokumentováním inscenovaných amerických dějin[3]
- Melanie Pullen (* 1975) se specializuje na velké tisky (čtyři až deset stop) míst kriminálního činu, speciálně vytvořené pomocí modelů a asistentů
- Rosamond W. Purcell (* 1942) se specializuje na obrazy přírodní historie

## R

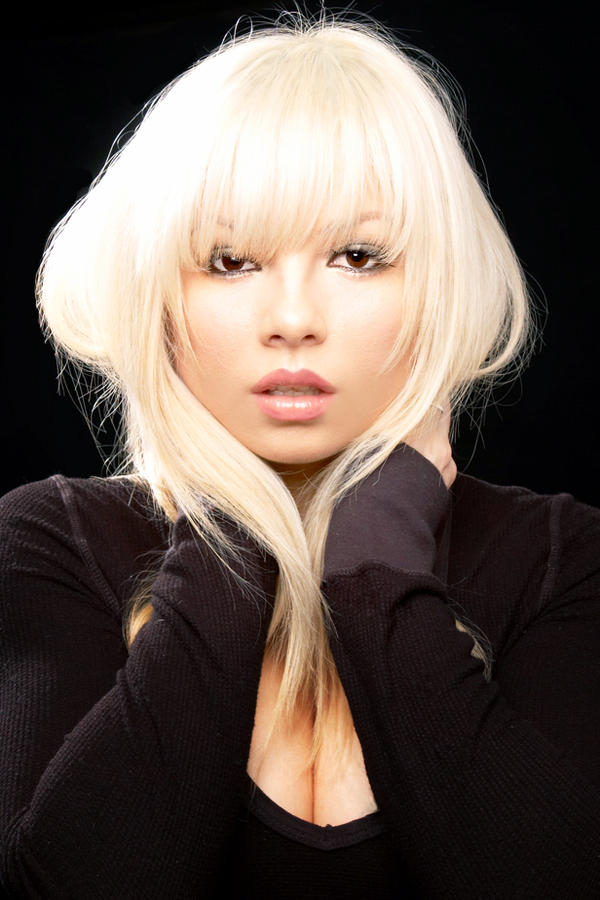
Cherie Robertsová (* 1978), fotografka aktů

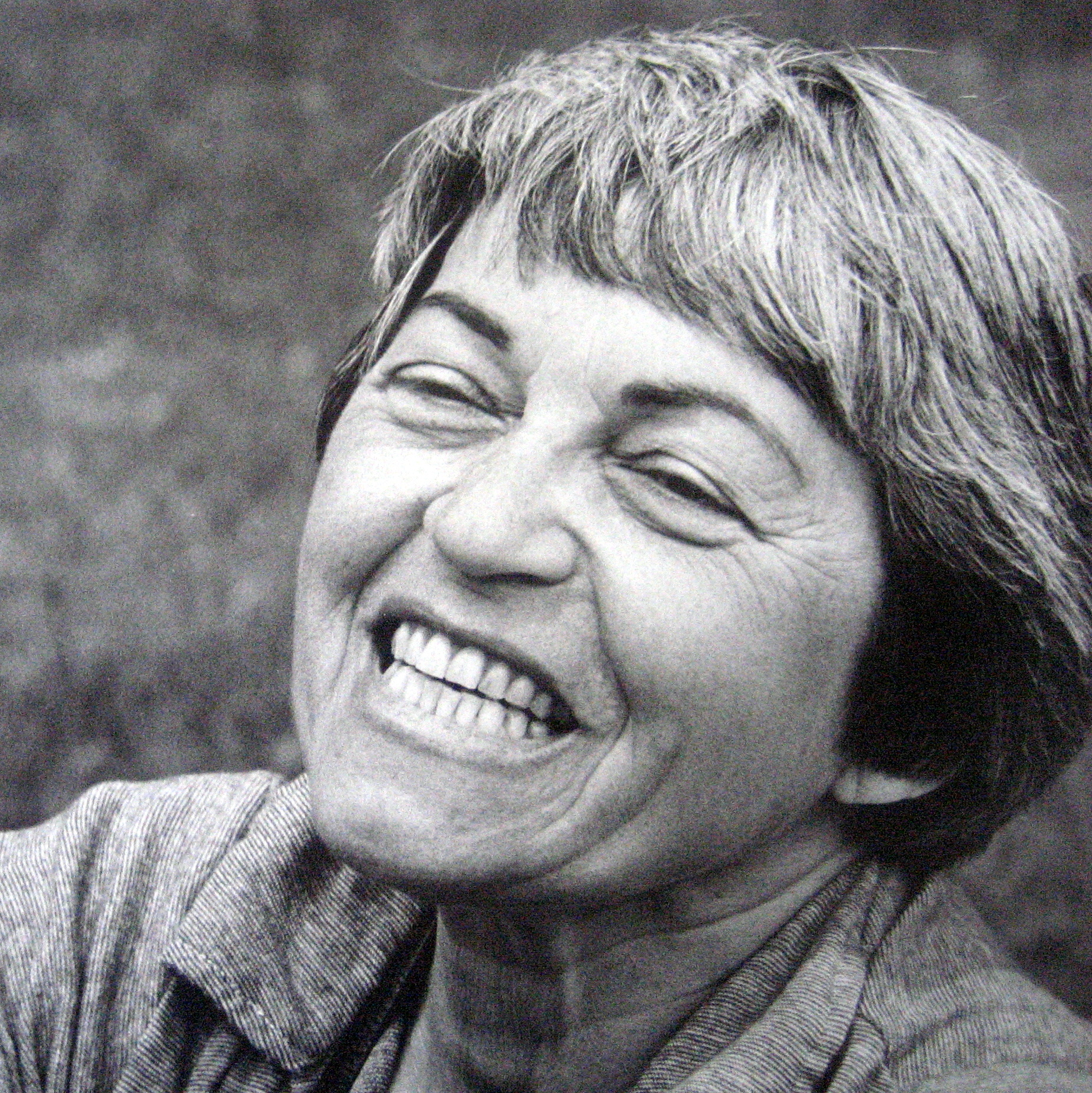
Rae Russelová (1925–2008), specializovala se na fotožurnalistiku a rodinné portréty, členka newyorské organizace Photo League

- Rachel Raab (* 1981), profesionální fotografka a multimediální umělkyně
- Holly Randallová (* 1977), erotická fotografka, režisérka, producentka a moderátorka podcastů, časopisem AVN jmenována jednou z nejvlivnějších žen v odvětví dospělých
- Joan Redmond (* 1946), fotografka
- Tasya van Ree (* 1976), havajská umělkyně a fotografka působící v Los Angeles, černobílé fotografie celebrit
- Jane Reece (1868–1961), fotografická fotografka, portréty, autochromy
- Marcia Reed (* 1948), první fotografka Mezinárodního cechu kameramanů v roce 1973 a v roce 2000 vyhrála cenu Society of Operating Cameramen za celoživotní dílo[4]
- Andrea Star Reese (* 1952), dokumentární fotografka, fotoreportérka
- Blanche Reineke (1863–1935), portrétní fotografka, zejména dětí
- Marcia Resnicková (1950–2025), fotografka a umělkyně, dokumentovala undergroundové umění a kulturu v centru Manhattanu v 70. a začátku 80. let, pořídila poslední snímky herce Johna Belushiho před jeho smrtelným předávkováním drogami v roce 1982
- Susan Ressler (* 1949), fotografka
- Nancy Rexroth (* 1946), práce s plastovými kamerami
- Jessica Rinaldiová, fotoreportérka z Boston Globe, která získala Pulitzerovu cenu za fotografický příběh týraného dítěte
- Cherie Robertsová (* 1978), fotografka aktů
- Ruth Robertson (1905–1998), fotoreportérka a objevitelka, která dosáhla mnoha "prvenství" mezi fotografkami, známá svou prací na Angelově vodopádě ve Venezuele, výprava v roce 1949 prokázala, že se jedná o nejvyšší vodopád na světě
- Naomi Rosenblumová (1925–2021), historička umění, specialistka na fotografii, autorka dvou knih o historii fotografie A World History of Photography a A History of Women Photographers
- Ann Rosenerová (1914–2012), v letech 1942–43 fotografovala domácí aktivity pro společnost Office of War Informations, která vznikla z instituce Farm Security Administration
- Barbara Rosenthal (* 1948), avantgardní umělkyně, která pomocí fotografie, videa, instalace a digitálních médií dosáhla surrealistické fotografie
- Martha Roslerová (* 1943), fotografka, video umělkyně, koncepční a instalační práce, autorka knih
- Judith Joy Ross (* 1946, fotografka používají velkoformátovou kameru 8x10", známá školními portréty z 80. let na východním pobřeží)
- Louise Rosskamová (1910–2003), dokumentovala život během Velké hospodářské krize
- Eva Rubinsteinová (* 1933), polsko-americká fotografka, intimní pohledy na lidi a (často prázdné) interiéry
- Julia Ann Rudolphová (asi 1820 – asi 1890), studiová fotografka působící v New Yorku a Kalifornii více než 40 let
- Rae Russelová (1925–2008), specializovala se na fotožurnalistiku a rodinné portréty, členka newyorské organizace Photo League
- Liza Ryan (* 1965), filmové a fotografické instalace

## S

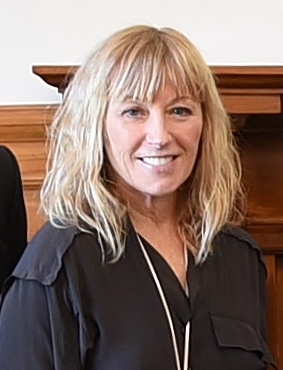
Cindy Shermanová (* 1954), koncepční portréty, inscenované autoportréty

- Anastasia Samoylova (* 1984), rusko-americká fotografka
- Saša Samsonová (* 1991), ukrajinská módní fotografka a režisérka, žije a pracuje v Los Angeles
- Virginia Schau (1915–1989), první žena, která v roce 1954 získala Pulitzerovu cenu za fotografii
- Justine Schiavo-Hunt (* 1966), známá také jako Justine Ellement, fotoreportérka pro The Boston Herald a The Boston Globe
- Stefanie Schneider (* 1968), viz seznam německých fotografek
- Wendi Schneider (* 1955), obrazy přírody a divoké přírody tištěné na papírovém pergamenu s ručně aplikovanými vrstvičkami zlata
- Collier Schorr (* 1963), portréty mladých mužů a žen
- Sarah Choate Searsová (1858–1935), portréty a zátiší z 90. let 19. století
- Julia Shannonová (1812–1854), první známá profesionální fotografka v Kalifornii
- Geraldine Sharpeová (1929–1968), fotografka, pracovala jako asistentka Ansela Adamse
- Cindy Shermanová (* 1954), koncepční portréty, inscenované autoportréty, Untitled #96 prodána v roce 2011 za 3,89 milionu dolarů[5]
- Editta Sherman (1912–2013) fotografka celebrit
- Elizabeth Siegfried (* 1955), fotografka autoportrétu, fotografického příběhu a meditativní krajiny
- Marilyn Silverstone (1929–1999), fotoreportérka, se specializací na Indii a Himálaje
- Kate Simon (* 1953), portrétní fotografka známá svými fotografiemi slavných hudebníků a umělců
- Taryn Simon (* 1975), autorka projektů zahrnujících velké množství fotografií
- Lorna Simpsonová (* 1960), dokumentární pouliční fotografka, která se v 80. letech se zabývala tématem etnického rozdělení a rasismu
- Coreen Simpsonová (* 1942), fotografka a návrhářka šperků na afroamerické téma
- Sandy Skoglundová (* 1946), surrealistická fotografka, která vytváří obrazy na základě svých vlastních scén
- Dayna Smith (* 1962), fotoreportérka, která v roce 1999 zvítězila na World Press Photo of the Year
- Polly Smith (1908–1980) fotografovala život v Texasu ve 30. letech
- Rosalind Fox Solomonová (1930–2025), newyorská cestovatelská fotografka, zejména Peru, fotografuje ve čtvercovém černobílém formátu, její archiv získalo v roce 2007 Centrum kreativní fotografie při Arizonské univerzitě a v roce 2019 obdržela cenu za celoživotní dílo od Mezinárodního centra fotografie. Její práce jsou zastoupeny ve sbírkách MoMA, Bibliothèque nationale de France, Victoria and Albert Museum a dalších institucí.
- Abigail Solomon-Godeau (* 1948), historička a kritička umění, fotografie a kurátorka výstav
- Ronni Solbertová (1925–2022), umělkyně, fotografka a spisovatelka, známá především jako ilustrátorka knih
- Eve Sonneman (* 1946), umělkyně, fotografka
- Ema Spencerová (1857–1941), amatérská fotografka z Newarku v Ohiu, po boku Clarence H. Whitea jednou ze spoluzakladatelů amatérského fotografického klubu Newark Camera Club
- Melissa Springerová (* 1956), fotoreportérka a umělkyně, dokument: děti s AIDS, ženy ve vězení a bezdomovci
- Susan Hacker Stang (* 1949), alternativní kamery, také akademické
- Sally Stapletonová (* 1957), výkonná editorka fotografií v Associated Press do roku 2003
- Nina Howell Starr (1903–2000), fotografka amerických roadside atrakcí a kultury lidového umění a historička umění.[6]
- Maggie Steberová, dokumentární fotografka pracující pro National Geographic
- Gitel Steed (1914–1977), antropoložka, etnologická fotografka
- Amy Steinová (* 1970), inscenované pohledy, často se zvířaty
- Lisl Steinerová (1927–2023), rakousko-americká fotografka, fotoreportérka a dokumentaristka
- Katherine Stieglitzová (1898–1971) dcera fotografa Alfreda Stieglitze
- Nellie Stockbridge (asi 1868–1965), raná fotografka těžební oblasti v Idahu
- Gene Stratton-Porterová (1863–1924), spisovatelka a fotografka
- Evelyn Strausová (1916–1992) jedna z prvních amerických fotoreportérek a první fotografka zaměstnaná v Daily News v New Yorku
- Zoe Straussová (* 1970), okenice budov, prázdná parkoviště a prázdné zasedací místnosti v jižní Filadelfii
- Nancy M. Stuartová (* ?), portrétní fotografka; pedagožka a administrátor fotografie
- Stephanie Pfriender Stylanderová (* 1960), fotografka
- Rachel Sussmanová (* 1975), živé organismy staré nejméně 2 000 let

## T

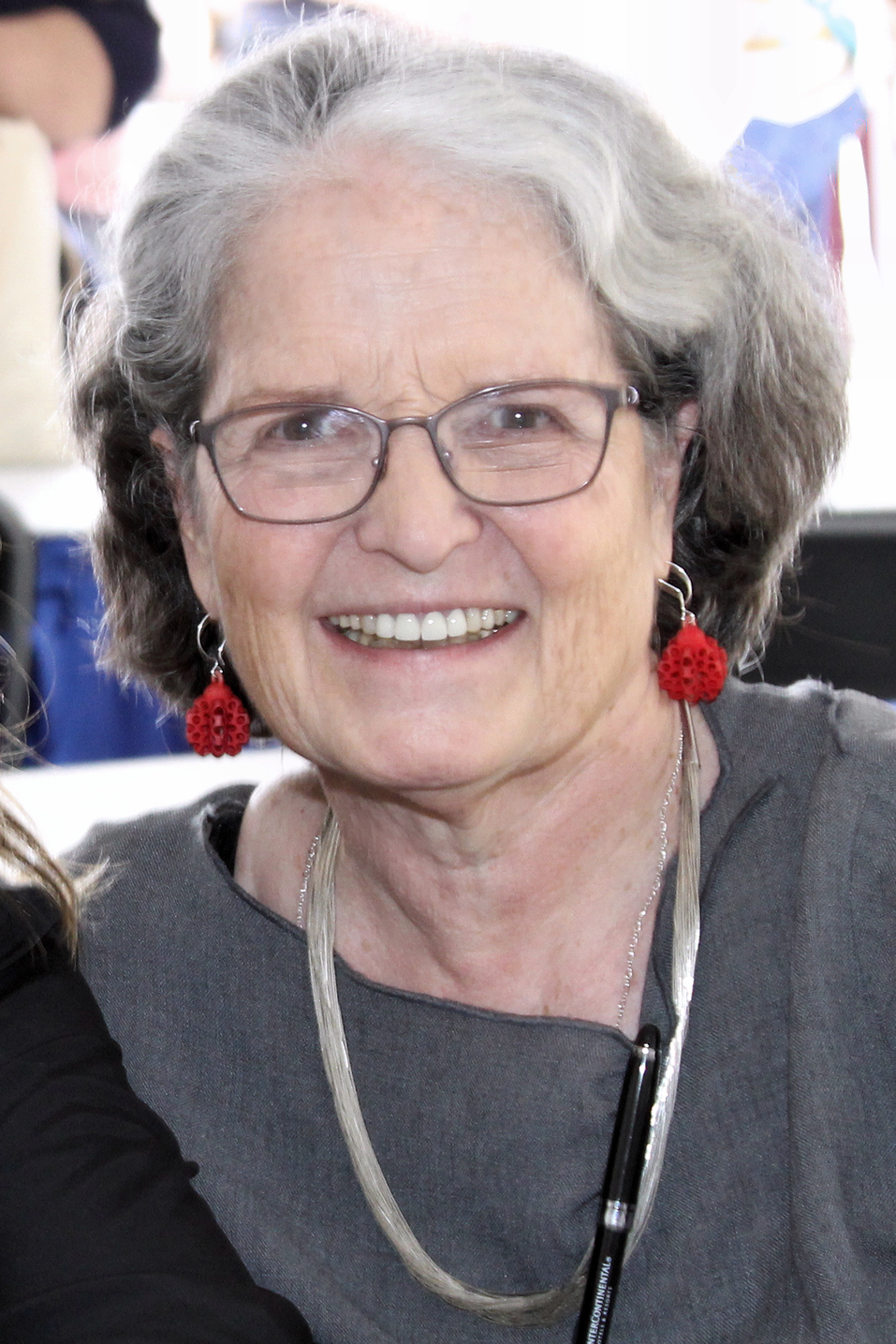
Anne Wilkes Tuckerová (* 1945), kurátorka fotografie, podporovala roli žen ve fotografii

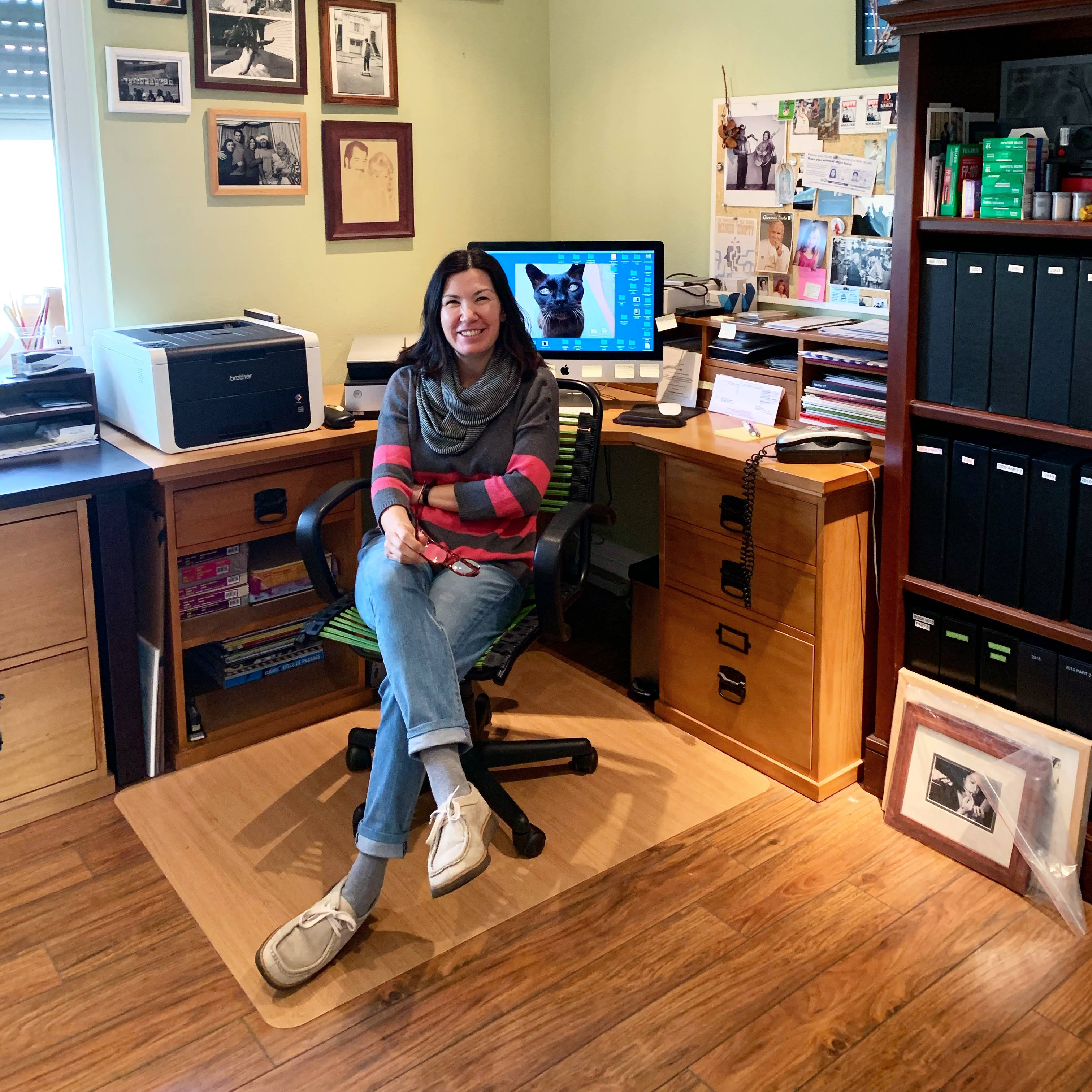
Deanna Templetonová

- Maggie Taylorová (* 1961), umělecké digitální zobrazování
- Deanna Templetonová (* 1969), portrétní fotografka
- Joyce Tennesonová (* 1945), umělecká fotografka, často nahých nebo polonahých žen, s titulními obrázky z řady periodik, včetně Time, Life a Entertainment Weekly
- Dody Westonová Thompsonová (1923–2012), fotografka a kronikářka historie a fotografického řemesla 20. století, vyvinula svůj vlastní výraz „přímé“ neboli realistické fotografie, koncem čtyřicátých a padesátých let úzce spolupracovala s ikonami Edwardem Westonem (její bývalý tchán), Brettem Westonem (její bývalý manžel) a Anselem Adamsem (jako asistentka a přítelkyně)
- Paula Gately Tillman (* 1946), pouliční fotografie, portréty
- Beatrice Tonnesenová (1871–1958), první záběry živých modelek a modelů pro reklamu a kalendáře
- Barbara Traub (* ?), pouliční fotografie, krajiny, portréty
- Erin Triebová (* 1982), fotoreportérka, zaměřuje se na mezinárodní sociální problémy
- Anne Wilkes Tuckerová (* 1945), kurátorka fotografických děl v muzeu, podporovala roli žen ve fotografii
- Mellon Tytell (* 1945), módní a novinářská fotografka, natočila dokumentární seriál o Haiti a portréty postav z Beat Generation

## U
- Doris Ulmannová (1884–1934), známá svými portréty řemeslníků a hudebníků z Appalachie
- Penelope Umbrico (* 1957), známá svými abstraktními fotografiemi běžných předmětů

## V
- Mary Vauxová Walcottová (1860–1940) americká malířka, fotografka a přírodovědkyně, známá svými akvarelovými obrazy volně rostoucích květin
- Raissa Venables (* 1977), neskutečné interiéry
- Ami Vitale (* 1971), fotoreportérka a dokumentaristka, fotografka National Geographic
- Bernis von zur Muehlen (* 1942), umělecká fotografka, zejména mužského aktu

## W

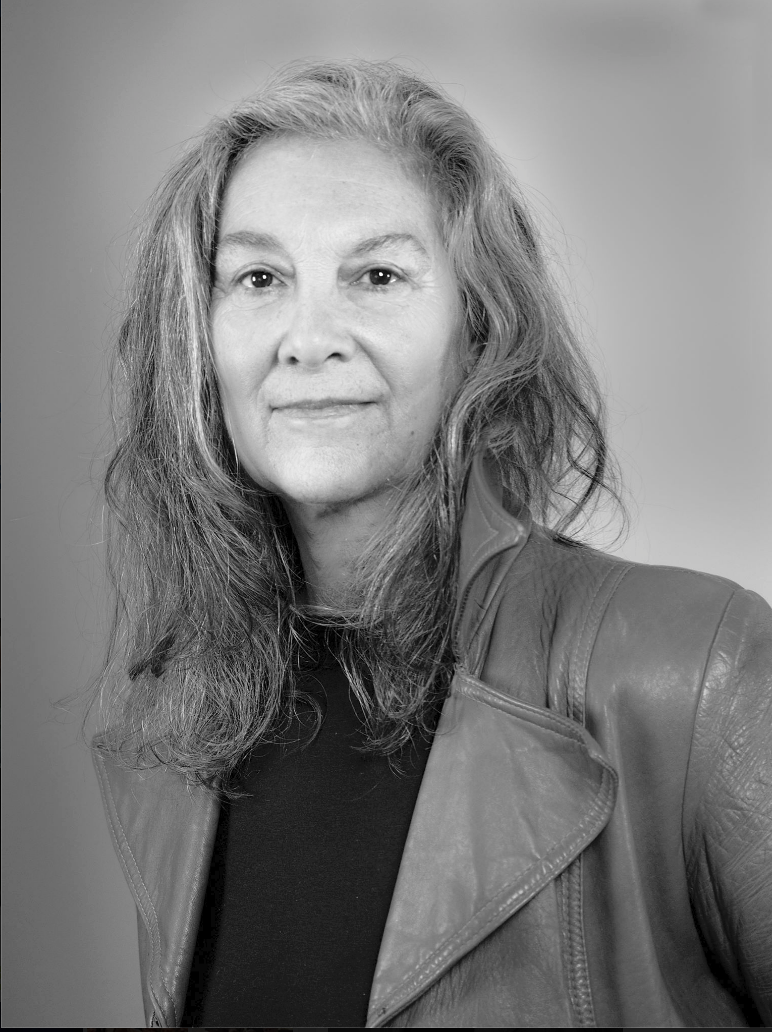
Linda Wolf (* 1950), jedna z prvních žen, která fotografovala rock and roll

- Elizabeth Flint Wade (1849–1915), obrazové dílo vystavené společně s Rose Clarkovou
- Eva Watson-Schütze (1867–1935), portréty v piktorialistickém stylu, zakládající členka Photo-Secession
- Rebecca Norris Webb (* 1956), fotografka
- Carrie Mae Weems (* 1953), afroamerická umělkyně známá svými fotografiemi. Zaměřuje se také na práci s textem, textilem, zvukem, digitálními obrazy a videoinstalacemi. Problémy Afroameričanů, rasismus, sexismus a osobní identita, společenské zkušenosti barevných lidí, zejména černošek, v USA.
- Sandra Weiner (1921–2014), polsko-americká pouliční fotografka a autorka dětských knih
- Alisa Wells (1927–1987), experimentální fotografie
- Annie Wells (* 1954), fotoreportérka oceněná Pulitzerovou cenou
- Eudora Weltyová (1909–2001), dokumentární práce o venkovských chudých v Mississippi z počátku 30. let a dopady Velké hospodářské krize
- Jane Wenger (* 1944), černobílé portréty
- Myra Albert Wigginsová (1869–1956), piktorialistická tvorba, členka hnutí Fotosecese
- Hannah Wilke (1940–1993), performerka a fotografka
- Elizabeth Williamsová (* 1924), sloužila v ženském armádním sboru, byla jedinou ženou, která fotografovala letectvo
- Jennette Williamsová (1952–2017), známá svými fotografiemi žen
- Laura Wilson (* 1939), fotografická esejistka
- Kathy Willensová (1949–2024), fotografka a fotožurnalistka, jedna z prvních fotoreportérek Associated Press
- Deborah Willis (* 1948), kurátorka a organizátorka výstav
- Dawn Wirth (* 1960), fotografka
- Sharon Wohlmuth (* 1946), fotoreportérka a autorka bestsellerů
- Marion Post Wolcottová (1910–1990), pracovala pro Farm Security Administration dokumentovala chudobu během Velké hospodářské krize
- Linda Wolf (* 1950), jedna z prvních žen, která fotografovala rock and roll; raná práce ve Francii zahrnuje vesnický život, později lavičky pro autobusy ve Spojených státech a multikulturní portréty pro billboardy v Los Angeles
- Penny Wolinová (* 1953), portrét, vizuální antropologie, zabývající se dokumentováním americké židovské kultury
- Francesca Woodman (1958–1981), černobílé autoportréty a akty modelek
- Bayard Woottenová (1875–1959), první žena, která v roce 1914 pořídila fotografii z letadla
- Barbara Wright (?) fotografka působící na počátku 20. století, členka společnosti Farm Security Administration
- Ida Wyman (1926–2019), známá díky své dokumentární fotografii života na ulicích New Yorku, členka Photo League

## Y
- Mariana Yampolsky (1925–2002), mexicko-americká fotografka, cestovatelská fotografie a dokumentární tvorba o mexických venkovských oblastech
- Bunny Yeagerová (1929–2014), modelka a fotografka